# Triple H
Paul Michael Levesque (Nashua, Nuevo Hampshire, 27 de julio de 1969), más conocido como Triple H, es un luchador profesional retirado, actor, y empresario estadounidense que trabaja actualmente para la WWE. Levesque desempeña el cargo de vicepresidente ejecutivo de relaciones con el talento y jefe del área creativa de WWE desde 2022.
Entre sus logros se destacan catorce reinados como Campeón Mundial, de los cuales nueve como Campeón de WWE y cinco como Campeón Mundial Peso Pesado, siendo la segunda superestrella junto con Randy Orton con más títulos mundiales en la WWE por detrás de John Cena y Ric Flair y el primero de la empresa WWE en llegar a 10 campeonatos mundiales. Además ha ganado cinco veces el Campeonato Intercontinental de WWE. Es tres veces campeón en Pareja de WWE, en una ocasión con Steve Austin y en dos con Shawn Michaels. Además es dos veces campeón Europeo, ediciones del King of the Ring 1997, la decimoquinta y la vigésimo novena edición del Royal Rumble y 4 veces ganador del Elimination Chamber También ha sido el séptimo luchador en convertirse en Campeón de Triple Corona. En 2019, junto a los sobrevivientes del Stable D-Generation X, fue inducido al Salón de la Fama de WWE. En 2025 volvería a ser insertado al Salón de la Fama de WWE, esta vez de forma individual, convirtiéndose en el décimo luchador en ser dos veces inducido. 

## Carrera

### Inicios
Levesque nació en Nashua, Nuevo Hampshire, el 27 de julio de 1969. Alto y delgado para su edad, jugaba en los equipos de baloncesto y béisbol. Además era gran aficionado a la lucha libre profesional, su ídolo era Ric Flair.
A los 15 años, comenzó a practicar fisicoculturismo. Tras graduarse en el instituto en 1987, comenzó a participar en varias competiciones de tures, convirtiéndose en Teenage Mr. New Hampshire a los 19. En esa época conoció a Ted Arcidi y comenzó a plantearse ser luchador profesional.
Levesque se unió a la academia de Killer Kowalski en 1992 tras ser recomendado por Arcidi, apareciendo en la Independent Wrestling Federation como Terra Ryzing. En la IWF fue el Campeón Peso Pesado de la IWF y Campeón en Parejas de la FBI junto a Perry Saturn, otro alumno de Kowalski.

### World Championship Wrestling (1994-1995)
Levesque comenzó su carrera en la WCW en 1994, luchando como heel con el nombre de Terra Ryzin. En su debut televisivo derrotó a Keith Cole. Continuó usando el nombre de Terra Ryzing hasta mediados de 1994, cuando cambió su nombre a Jean-Paul Levesque. Este nuevo gimmick hacía referencia a sus orígenes franceses, utilizando al hablar acento francés, ya que no hablaba el idioma. Durante esta época, comenzó a utilizar su movimiento final, el Pedigree.
Levesque tuvo un pique con Alex Wright que culminó en Starrcade 1994. En 1995, Levesque hizo equipo con Lord Steven Regal, cuyo arrogante personaje británico era muy similar al de Levesque. Esta unión fue muy breve, ya que Levesque se marcharía a la World Wrestling Federation, al no atender la WCW sus peticiones de promocionar su carrera en solitario.

### World Wrestling Federation / Entertainment / WWE (1995-2022)

#### Hunter Hearst-Hemsley (1995-1997)

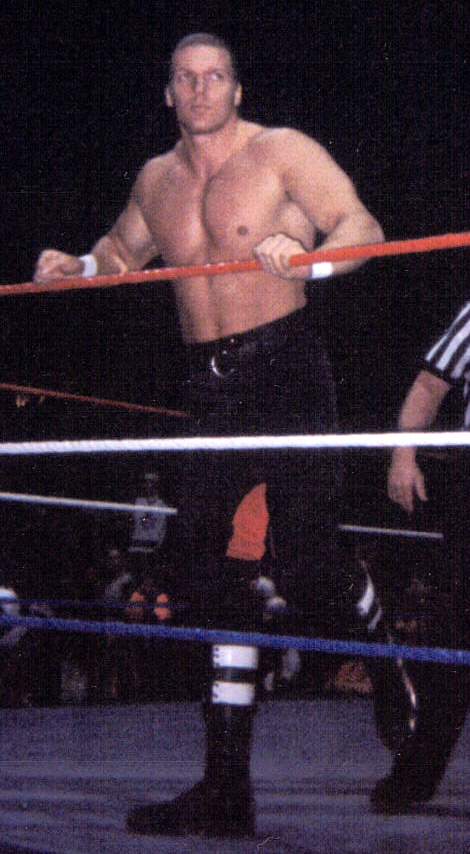
Hunter Hearst Helmsley en 1996.

Continuando con el rol que desempeñaba en la WCW, cambió su nombre a Hunter Hearst Helmsley, un luchador de sangre azul nacido en Connecticut, que hacía gala de sus modales y vestía siempre de etiqueta hasta que entraba a luchar. Su debut fue ante Buck Zumhoff el 29 de abril de 1995 en WWF Wrestling Challenge, venciendo en tan solo 2:14 minutos.

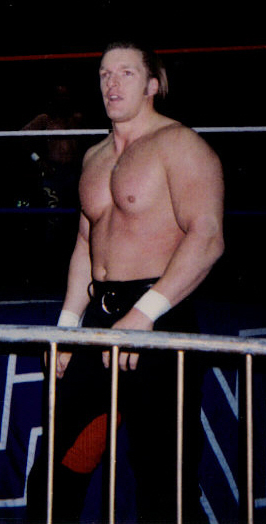
Levesque como Hunter Hearst Helmsley en 1996.

A pesar de una increíble racha de victorias en RAW, incluyendo una sobre Fatu (más conocido como Rikishi Phatu) el 22 de octubre de 1995 en In Your House 4 con el Pedigree, su carrera se estancó en 1996. Comenzó el año con un reto a Duke "The Dumpster" Droese, que lo derrotaría en el Royal Rumble 1996. Esto permitió a Droese entrar en último lugar en el Royal Rumble Match, mientras que Helmsley lo haría el primero, siendo eliminado por Diésel en 48 minutos.
En WrestleMania XII luchó frente a The Ultimate Warrior, siendo vencido por este. Hasta el día del evento, Helmsley entraba al ring con distintas mánagers. Sable era su mánager en esa lucha y tras su derrota Helmsley empezó a , entonces apareció para defenderla el debutante Marc Mero e iniciaron una rivalidad.
Helmsley entró en el Clique, un grupo de luchadores, que incluían a sus amigos en la vida real Shawn Michaels, Kevin Nash, Sean Waltman y Scott Hall, quienes eran conocidos por influenciar a Vince McMahon y al equipo creativo de la entonces WWF. Por esto y la presión de WWF para crear nuevas estrellas, Helmsley debía de ganar la versión del torneo WWE King of the Ring 1996, pero fue degradado del rango de Nº1 Contender a Jobber después del incidente en el Madison Square Garden. En dicho incidente los miembros de Clique rompieron con sus personajes al terminar una lucha entre Shawn Michaels y Diésel. Como Scott Hall y Diésel habían firmado por la WCW, al terminar el combate Scott Hall subió al ring y abrazó a Shawn Michaels y Helmsley hizo lo mismo con Diésel, a pesar de que sus gimmicks estaban enfrentados.
Al irse Kevin Nash y Hall a la competencia y al ser Shawn Michaels la estrella principal, castigaron a Helmsley por el incidente. A pesar del castigo, Levesque tuvo como mánager a Mr. Perfect y logró el Campeonato Intercontinental el 21 de octubre de 1996 derrotando a Marc Mero. Cuando Curt Hennig dejó la WWF, su salida fue explicada como resultado de la traición de Helmsley.

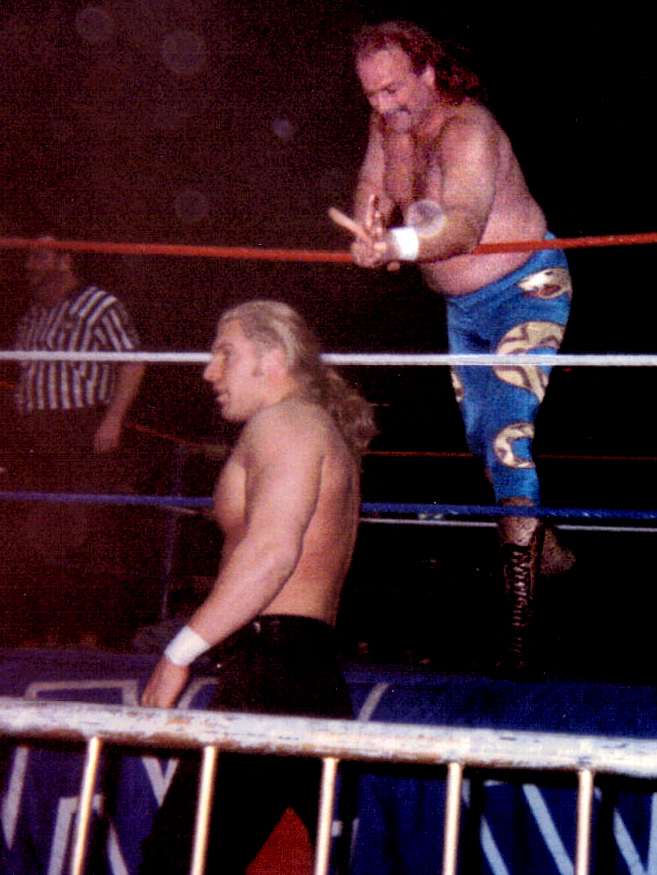
Hunter Hearst Helmsley (Abajo) y Jake Roberts (arriba).

Estuvo lesionado en el año 1996 y regresó más potente en el 1997 tomando a todas sus víctimas como si ni hubiera tenido problemas.
Mantuvo el título durante casi cuatro meses antes de perderlo ante Rocky Maivia en una edición de RAW el 13 de febrero de 1997. Se enfrentó a Goldust, con el que estaba enfeudado, en WrestleMania 13. Durante este feudo, Chyna debutó como su nueva guardaespaldas, asaltando a la mánager y esposa de Goldust, Marlena.
Tras el castigo impuesto durante un año contra Helmsley en 1997 ganó el evento King of the Ring 1997 el 8 de junio derrotando a Mankind en la final.

#### D-Generation X (1997-1999)
Más tarde, Shawn Michaels y Helmsley formaron D-Generation X junto a Rick Rude y Chyna la guardaespaldas de Hunter. Por aquel entonces, Helmsley dejó el personaje de "sangre azul" y adoptó el gimmick de Triple H. Tras WrestleMania XIV, Michaels fue forzado a retirarse debido a una lesión en la espalda que llevaba arrastrando desde Royal Rumble 1998 y Triple H tomó el liderazgo de DX. Se encargó del regreso de X-Pac y unió fuerzas con los New Age Outlaws, un equipo formado por "Mr. Ass" Billy Gunn y Jesse James "The Road Dogg". Luego Hunter fue por el Campeonato Intercontinental y en SummerSlam 1998 derrotó a The Rock en un ladder match, ganado el título. Tras esto sufrió una lesión en una rodilla lo cual lo dejaría fuera del torneo por Campeonato de WWF, el cual fue disputado en el evento de Survivor Series, ganándolo The Rock.

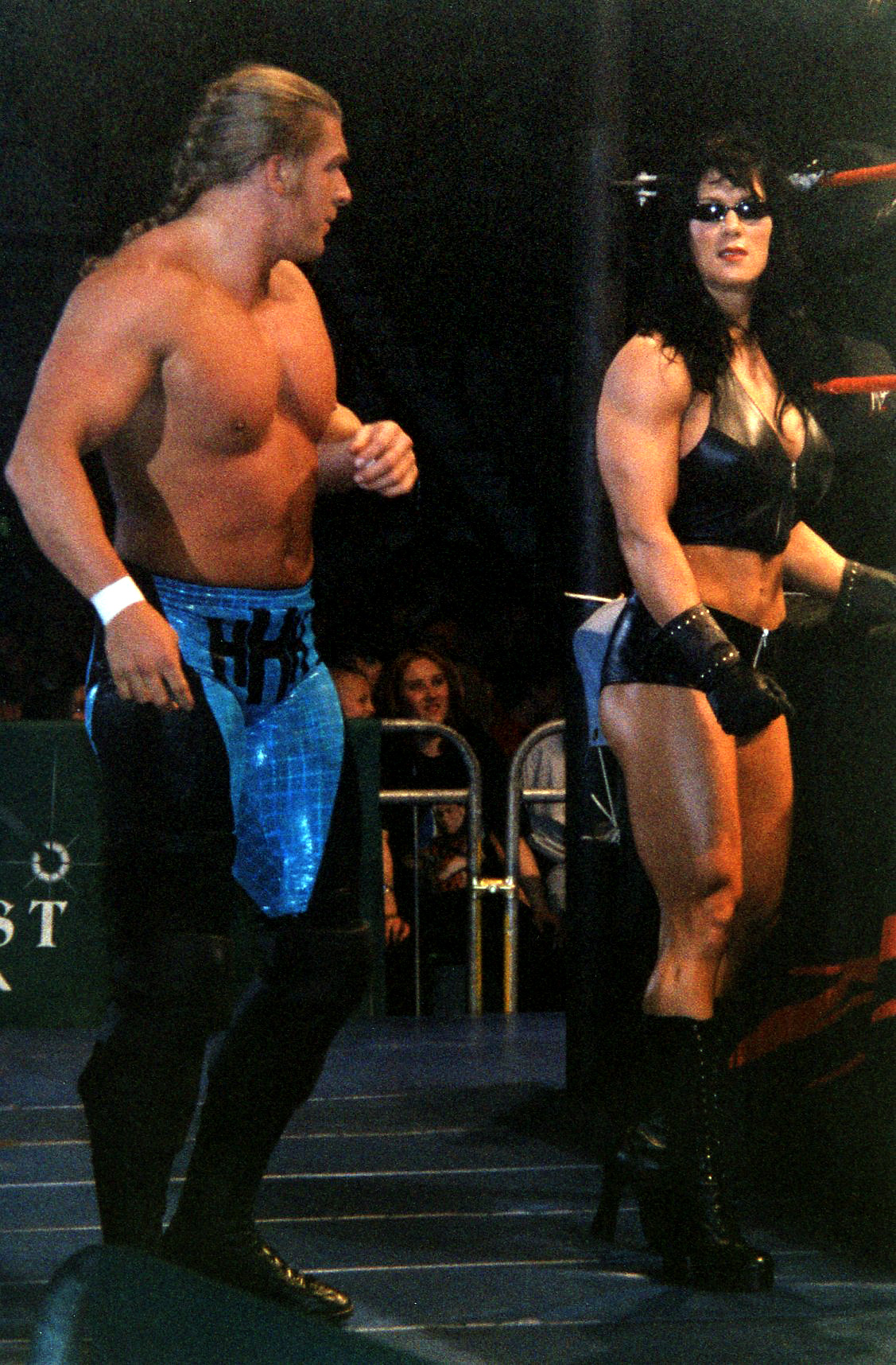
Levesque como Hunter Hearst Helmsley junto a Chyna.

A su regreso en 1999, sostuvo una rivalidad con Kane, al cual enfrentaría en Wrestlemania XV, perdiendo por descalificación cuando Chyna ayudó a Triple H atacando a Kane con una silla. Con esto, ambos pasarían a formar parte de The Corporation y Kane era expulsado. Durante ese tiempo volvió a tener una rivalidad con The Rock al cual derrotaría en el evento Fully Loaded para convertirse en el contendiente número 1 por el Campeonato de WWF que tenía Stone Cold Steve Austin en ese entonces.
En Summerslam 1999 se enfrentaría a Austin y a Mankind en una Triple Amenaza por el título pero Mankind sería quien ganaría dicho combate. La noche siguiente en RAW con ayuda de Shane McMahon, Triple H derrotaría a Mankind por el título de WWF y se convertiría en campeón por primera vez. Durante el resto del año sostuvo diferentes rivalidades con Austin y The Rock, fue despojado del campeonato por Vince McMahon en un programa de Smackdown cuando Austin intervino en la lucha ayudando a McMahon a ganar su primer y único Campeonato de WWF.
Reconquistó dicho título en el evento Unforgiven con Austin como réferi de la lucha en una lucha fatal de 6. Perdió el Título en una Triple Amenaza en Survivor Series 1999 en contra del Big Show cuando Austin no pudo participar por lesión, The Rock también formaría parte del combate.

#### Era McMahon-Hemsley (1999-2001)
A finales del año formaría una alianza con la hija de Vince McMahon, Stephanie (a la cual supuestamente había narcotizado para poder casarse con ella), la cual traicionaría a Vince cuando este enfrentó a Triple H en Armageddon, la noche siguiente fue revelado que todo había sido un plan para que Stephanie se vengara de Vince cuando fue secuestrada por el Ministry of Darkness a mediados de año con el aval de Vince McMahon.
Tras esto, Triple H le quitó el título a Big Show en RAW y comenzaron otra rivalidad con Mankind, quien había sido despedido por perder un combate contra The Rock. Sin embargo volvió a luchar bajo la identidad de Cactus Jack. En Royal Rumble, Triple H ganó a Cactus Jack con el Pedigree manteniendo el título. En No Way Out pelearon en un Hell in a Cell Match, ganando nuevamente Triple H, obligando a Foley a retirarse de la lucha libre. En WrestleMania 2000 Triple H (con Stephanie McMahon) derrotó a The Rock (con Vince McMahon), a Mick Foley (con Linda McMahon) y a Big Show (con Shane McMahon) en un Fatal 4-Way Elimination Match reteniendo el Campeonato de WWF eliminando por último a The Rock después de ser traicionado por Vince McMahon y pegarle con una silla metálica para que Triple H ganara.
Perdió el título frente a The Rock con ayuda de Stone Cold Steve Austin en Backlash, recuperándolo en Judgment Day 2000 en un Iron Man Match y con Shawn Michaels como árbitro del combate. A pesar de que DX intervino a favor de Triple H junto con la familia McMahon, The Undertaker, que había regresado de su lesión ahora con el gimmick de "The American Badass", expulsó a los luchadores del ring y sin querer descalificó a The Rock, otorgándole el punto decisivo a Triple H (6-5). En el evento King of the Ring 2000, hubo un Six-Man Tag Team match, entre Undertaker, Kane y The Rock frente a Shane y Vince McMahon y Triple H, ganando The Rock cubriendo a Vince y recuperando el título de campeón.
En SummerSlam 2000, The Rock retuvo el título ante Kurt Angle y Triple H. En ese combate Triple H noqueó a Kurt Angle haciéndole el Pedigree en la mesa de comentarios. Esto despertó una rivalidad entre ambos, alimentada por un interés romántico de Kurt hacia Stephanie. Con los fanes a su favor se enfrentó a Angle en Unforgiven 2000, terminando el conflicto de una vez por todas. En noviembre de ese año, Triple H volvió a ser heel cuando se descubrió que había contratado a Rikishi para que atropellara a Austin en Survivor Series 1999, entrando en feudo con este y enfrentándose ante él en Survivor Series 2000. En Armageddon 2000, se programó una pelea Hell in a Cell, donde se enfrentaron 6 luchadores: Rikishi, The Rock, Stone Cold Steve Austin, Triple H, Undertaker y el entonces Campeón de WWF, Kurt Angle, quedando este último como ganador y reteniendo el título tras cubrir a The Rock.
En Royal Rumble 2001 se enfrentó a Kurt Angle por el Campeonato de WWF, pero Steve Austin intervino, aplicándole un Stunner, haciendo que Angle cubriera a Triple H y retuviera el título. En No Way Out 2001 Austin y Triple H se enfrentan en Three Stages of Hell, siendo la primera una lucha normal (Single match), ganando Austin, la segunda una lucha Hardcore, donde Triple H consigue la victoria, y la última un Steel Cage match donde Triple H y Austin se dan con mazo y garrote respectivamente, quedando noqueados; la suerte estuvo con Triple H, puesto que cayó sobre Stone Cold cubriéndolo y consiguiendo la victoria. Posterior a este hecho, empezó un feudo con Undertaker hasta Wrestlemania X-Seven, donde Undertaker le aplicó la Tombstone Piledriver y luego un Last Ride para ganar.

#### Alianza con Stone Cold Steve Austin y Feudo con Chris Jericho y Stephanie McMahon (2001-2002)
Durante una lucha entre Austin y The Rock por el Campeonato de WWF, Triple H intervino uniéndose con Stone Cold para formar el famoso equipo llamado Two Man Power Trip. Triple H ganó el Campeonato Intercontinental y, en Backlash 2001, Austin y Triple H obtuvieron el Campeonato en Parejas de WWF al derrotar a Kane y The Undertaker The Brothers of destruction en Backlash 2001. Más tarde, en Judgment Day 2001, Triple H pierde el Campeonato Intercontinental ante Kane en un Chain match.
El 21 de mayo del 2001 en RAW sufrió una grave lesión que amenazó su carrera. Él y Stone Cold Steve Austin estaban defendiendo los Campeonatos en Parejas de WWF ante Chris Jericho y Chris Benoit. En un momento, Jericho le aplicó a Austin su Walls of Jericho. Triple H subió al ring para romper la llave, pero cuando lo hizo él sufrió un tirón en su cuádriceps izquierdo, causando que se desgarrase completamente del hueso. A pesar de no poder soportar ningún peso sobre su pierna, Triple H fue capaz de completar la lucha. Esa noche Triple H y Stone Cold perdieron los Campeonatos en Parejas de WWF. El desgarro de Triple H requirió una intervención quirúrgica, la cual fue hecha por el cirujano Dr. James Andrews, en Birmingham. Este desgarre trajo un abrupto final a la era McMahon/Helmsley, cuando el riguroso proceso de rehabilitación mantuvo a Triple H siete meses fuera de acción, perdiéndose completamente la historia de la InVasión de WCW y la ECW.
Triple H retornó a RAW como face el 7 de enero de 2002 en el Madison Square Garden, recibiendo una enorme ovación por parte del público y atacando a Kurt Angle. con un pedigree Luego ganó el Royal Rumble 2002, entrando como el 22 y eliminando finalmente a Kurt Angle, confirmando su lugar como Contendiente N.º 1 al recién unificado Campeonato de WWF en el evento principal de WrestleMania X8. Siguiendo la invasión de WCW/ECW, Stephanie McMahon se reunió con Triple H, pero empezaron a tener problemas. Stephanie tomó una medida desesperada para retener el favor de su esposo diciéndole que estaba embarazada, una mentira que fue descubierta cuando Linda McMahon informó a Triple H con un videotape que revelaba que el doctor al que Triple H y Stephanie McMahon visitaron era un actor pagado por la propia Stephanie. El 11 de febrero en RAW, Triple H demandó el divorcio durante una ceremonia de renovación del matrimonio, después de llamar a Stephanie mentirosa, atacó a Vince McMahon, aplicándole un Pedigree y destrozando el decorado especial. Después de un tiempo Stephanie y Triple H se reconciliaron y volvieron juntos, hasta un accidente que provocó la muerte de 'Lucy', el perro de Triple H, esto le causó una gran tristeza y depresión ya que ese cachorro significaba mucho para él, y debido a esto atacó a McMahon en un segmento e intentó aplicarle un fallido Pedigree. Desde ese momento, Stephanie McMahon tuvo como prioridad evitar que Triple H llegara a ser Campeón Mundial otra vez, aliándose con el entonces campeón Chris Jericho tratando de volver a dañar, sin éxito, el cuádriceps de Triple H.

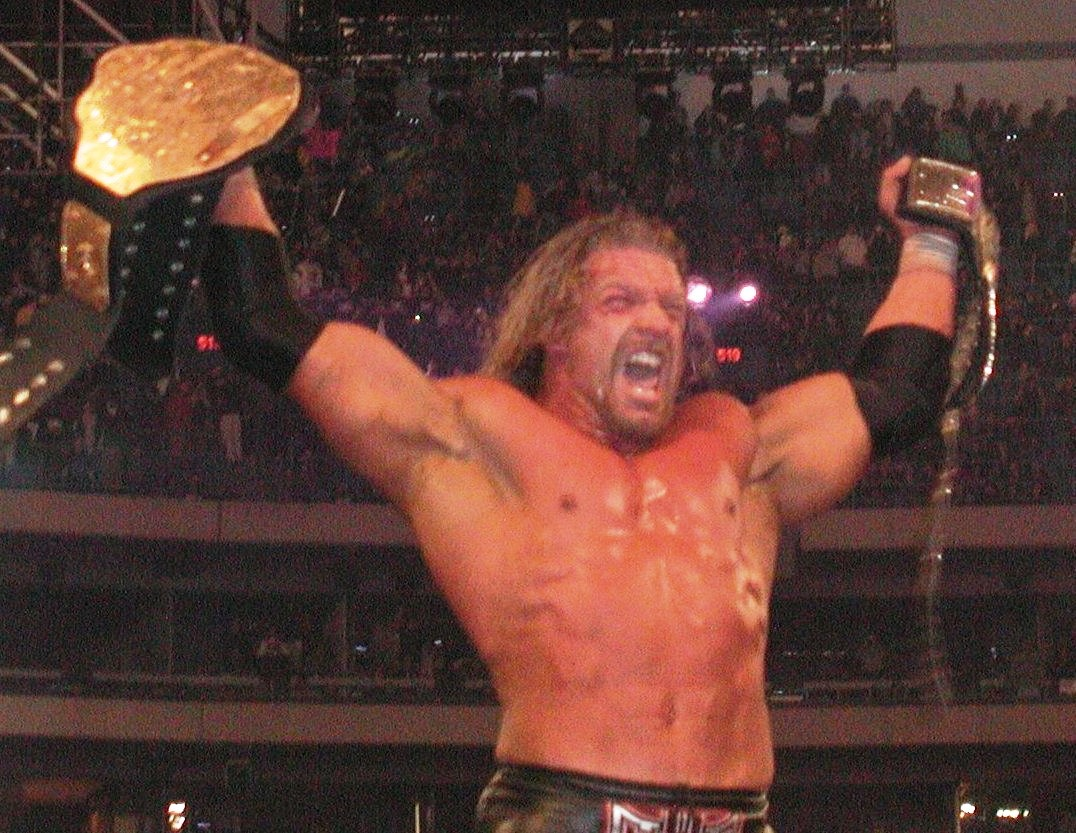
Triple H como Campeón Indiscutido.

Finalmente, en WrestleMania X8, Triple H derrotó a Chris Jericho por el Campeonato Indiscutible de WWF y poco después defendió el título contra Chris Jericho y Stephanie McMahon en un Triple Threat Match, con la estipulación de que, si ganaba Triple H, Stephanie McMahon debía abandonar la empresa. Debido a que el combate lo ganó Triple H, no se volvió a ver a Stephanie hasta que llegó a ser la Mánager General de SmackDown! a mediados del 2002. Después de mantener el título por un mes, Triple H pierde ante Hulk Hogan en Backlash 2002. Después de esto, empezó un feudo contra Undertaker, luchando en Insurrextion, donde ganó al aplicarle un Pedigree. El feudo se volvió más intenso cuando Undertaker ganó el Campeonato Indiscutido de la WWE derrotando a Hollywood Hogan en Judgment Day 2002. Allí Triple H terminó su feudo con Jericho derrotándolo en una lucha Hell in a Cell. Triple H y Undertaker, lucharon por el Campeonato Indiscutido de la WWE en King of Ring 2002, pero Undertaker derrotó a Triple H. Después de aquello Undertaker, le aplicó un Chokeslam. Tras aquello el feudo con Undertaker terminó. Triple H se enfadó con The Rock por diversas interferencias.

#### Evolution y Feudo con Shawn Michaels (2002-2004)
Mientras, Shawn Michaels había hecho su retorno a WWE y se unió al nWo de Kevin Nash y Scott Hall. Shawn Michaels y Kevin Nash planearon llevar a Triple H a RAW para que se uniera al grupo, sin embargo, Vince McMahon disolvió el nWo y trajo a Eric Bischoff como gerente general de RAW, pero uno de los planes de Bischoff fue continuar con el plan de traer a Triple H. Por lo que en Vengeance Triple decidió permanecer en Raw.
En la edición de Raw del 22 de julio de 2002 Este hizo el salto y se reunió con Shawn Michaels, pero traicionó a HBK y le aplicó un Pedigree cambiando a heel durante lo que se suponía era una reunión de DX. La siguiente semana, Shawn Michaels fue brutalmente atacado, ya que alguien había estrellado su cara contra una de las ventanas de un Auto en la estación de la arena.varios luchadores, hombres de seguridad, incluyendo a Triple H fueron a verlo, todos preocupados por Shawn, quien estaba tendido en el suelo y con todo su cara cubierta de sangre, en el programa de RAW de la semana siguiente Triple H se revelaría como el responsable del ataque.
En Global Warning Tour el Tour por Australia Triple H luchó en una Triple Threat Match ante Brock Lesnar, en la cual salió victorioso The Rock lucha en la cual HHH tomó actitudes de tweener
Más tarde estos conflictos con Shawn Michaels desenvocaron en el inicio de una larga y odiada rivalidad entre ambos; en SummerSlam 2002, Shawn Michaels salió oficialmente del retiro y venció a Triple H, pero este lo atacó con el mazo después del combate, lesionandóle la espalda y salió en camilla del ring Shawn Michaels. El gerente general Eric Bischoff premia a Triple H como nuevo Campeón Mundial Peso Pesado en la forma del antiguo cinturón del Campeonato Mundial Peso Pesado de la WCW. Esto debido a que Triple H fue el último hombre oficial en portar el Campeonato Mundial Peso Pesado de la WCW en Raw en abril de 2002 antes de cambiar al diseño del Undisputed WWF Championship en abril de 2002 y que duró hasta abril de 2005 y además por ser el retador original al Campeonato de la WWE de Brock Lesnar en Unforgiven. 
Triple H hizo una exitosa defensa ante Ric Flair y contra Jeff Hardy en RAW ganó a pesar de la interferencia de Rob Van Dam, retuvo su título en Unforgiven 2002 ante Rob Van Dam, debido a la interferencia de Ric Flair. Por último, unificó su título con el Campeonato Intercontinental cuando derrotó a Kane en No Mercy 2002. Pocas semanas después Triple H perdió contra Kane en un Casket Match para terminar el feudo entre ambos.
En Survivor Series 2002 participó en la primera Elimination Chamber, frente a Kane, Booker T, Shawn Michaels, Rob Van Dam y Chris Jericho, todos luchadores a los que había vencido. En esta ocasión perdió el título ante Shawn Michaels y fue retirado en ambulancia debido a que durante la lucha, una rodilla de Rob Van Dam impactó en su tráquea cuando le conectó la Five Star Frog Splash desde lo alto de una de las cúpulas provocándose problemas para respirar que le hubieran costado la vida esa noche. Recibió la revancha en Armageddon 2002, en una lucha 3 Stages of Hell. En esta, Triple H ganó la primera lucha, la cual fue un Street Fight match; Michaels ganó la segunda, en un Steel Cage match y Triple H capturó el título en la tercera caída, un Ladders match. Luego, en RAW, quiso celebrar su conquista, pero intervino "Big Poppa Pump" Scott Steiner, quien lo venció fácilmente.
En enero de 2003, Triple H formó Evolution con Ric Flair y con Batista, aunque pronto pasaría a formar parte también Randy Orton. Su propósito fue incluir a "los más grandes luchadores" del pasado (Flair), presente (Triple H), y futuro (Orton y Batista). El grupo fue dominante en RAW del 2003 y 2004, cuando cada miembro del grupo llegó a poseer al menos un título. Triple H derrotó a Goldberg (con quien perdió el título en Unforgiven, y recuperó en Armageddon) por el Campeonato Mundial Peso Pesado, Orton consiguió derrotar a Rob Van Dam ganando el
Campeonato Intercontinental
Flair y Batista consiguieron en 2 ocasiones los Campeonatos Mundiales en Parejas. Triple H consiguió retener el título durante casi todo el año 2003, teniendo feudos importantes con luchadores como Scott Steiner, (Royal Rumble 2003 y No Way Out 2003) Booker T (WrestleMania XIX) y Kevin Nash (Judgment Day 2003 y Bad Blood 2003) y logró retenerlo también en SummerSlam (2003) en una Elimination Chamber (sin embargo, solo debido a la ayuda de Evolution). Tras esto entra en un feudo con Goldberg, contra quien perdió el Título Mundial de los Pesos Pesados en Unforgiven. Triple H intentó recuperarlo en Survivor Series, pero no tuvo éxito. Lo ganó por tercera vez en Armageddon tras vencer a Goldberg y Kane en una triple amenaza.

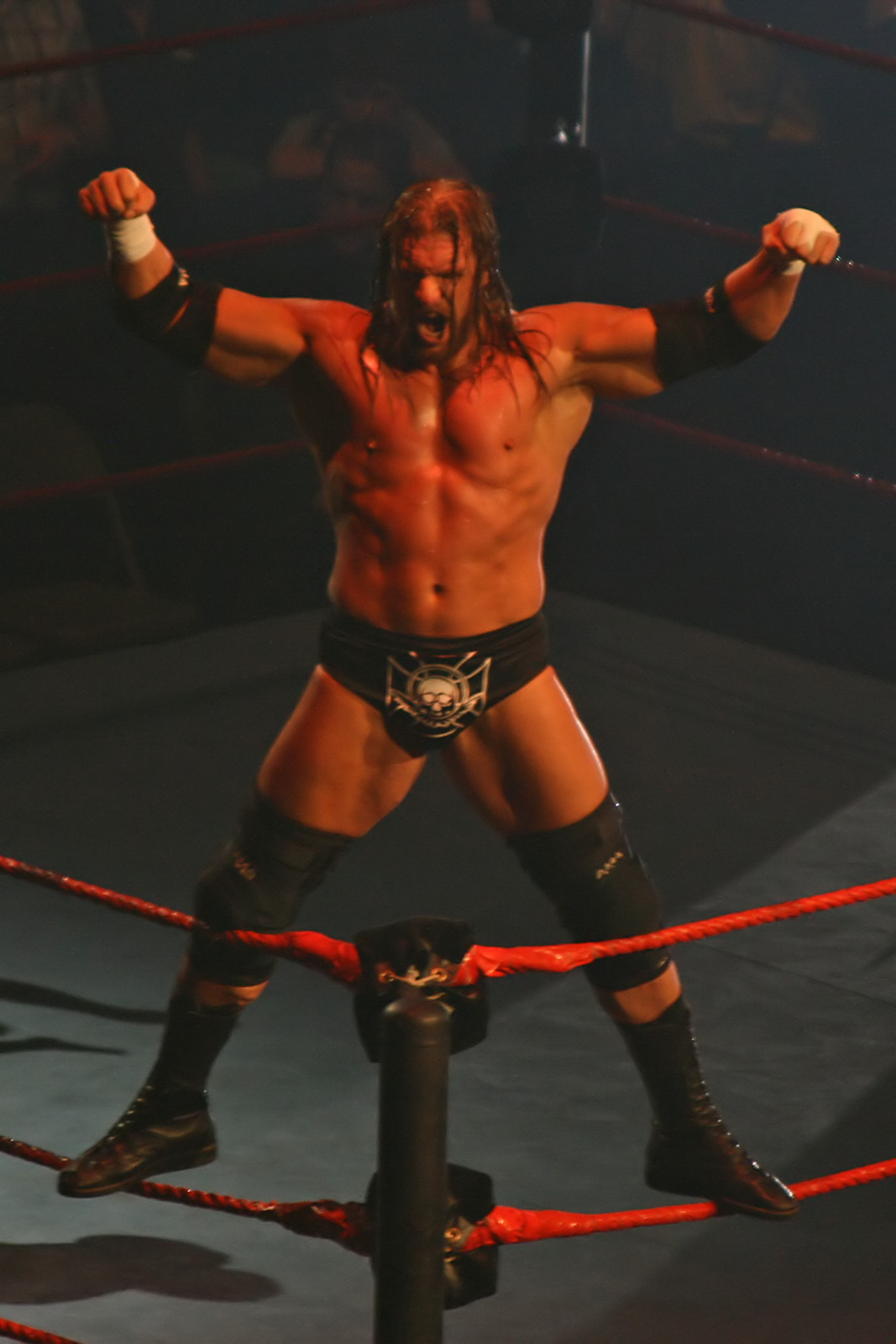
Triple H, entrando en el ring.

En Royal Rumble 2004, Triple H luchó en un Last Man Standing match contra Shawn Michaels. La lucha finalizó en empate, por lo que Triple H retuvo su título. Tras esto, en WrestleMania XX hubo un Triple Threat match entre Triple H , Shawn Michaels y Chris Benoit, el cual este último ganó la lucha y el Campeonato Mundial Peso Pesado. Triple H pidió su revancha y en Backlash 2004 se enfrentó en otro Triple Threat match, que también involucró nuevamente a Shawn Michaels por el Campeonato Mundial Peso Pesado de Benoit, el cual volvió a ganar la lucha.
Evolution sufrió un golpe devastador cuando Triple H fue transferido a SmackDown! después de la lotería de superestrellas de ambas marcas ahora rivales (RAW y SmackDown!). Días después, Triple H fue traspasado de nuevo a RAW luego que el Gerente General de RAW, Eric Bischoff, realizara un intercambio que incluía a tres superestrellas de RAW (The Dudley Boyz y Booker T) a cambio de mantener a Triple H en RAW. El traspaso fue acordado por el nuevo Gerente General de Smackdown! Kurt Angle.
Triple H finalizó su angle con Shawn Michaels tras derrotarlo en Bad Blood en un Hell in a Cell match.

#### Feudos con Randy Orton y Batista (2004-2005)
En Vengeance 2004, Eugene le causó una derrota ante Benoit, haciendo que él retuviera su título. Enojado, derrotó a Eugene en Summerslam 2004. Un mes después, en Unforgiven 2004, Triple H ganó su cuarto Campeonato Mundial Peso Pesado de manos de su antiguo compañero de equipo, Randy Orton al que traicionó con ayuda de Evolution. Triple H perdió el título tras un controvertido final en un Triple Threat match entre él, Chris Benoit y Edge en noviembre, quedando el Campeonato Mundial Peso Pesado vacante por primera vez.

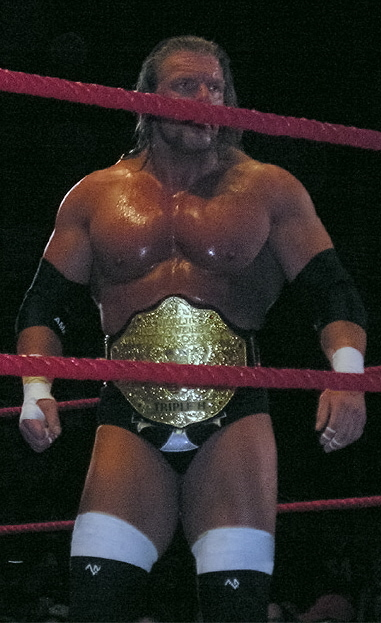
Triple H como Campeón Mundial Peso Pesado.

En New Year's Revolution 2005, ganó la Elimination Chamber contra Benoit, Edge, Jericho, Orton y Batista, donde Shawn Michaels fue el réferi especial. En la Royal Rumble 2005 venció a Orton, ya que había sufrido una contusión, pero Batista ganó la batalla eliminando a John Cena. Esto enfadó a Triple H , quien le ofrece irse a Smackdown!, pero Batista se enteró de que Hunter y Flair querían crear un feudo entre él y JBL, provocando que se volviera en contra de Triple H. En Wrestlemania 21, Batista le venció, ganando el Campeonato Mundial Peso Pesado. La revancha fue en Backlash, donde Batista volvió a ganar. Tras esto, Triple H lo retó en Vengeance a un combate Hell in a Cell, el cual Batista aceptó. En Vengeance, Batista logró retener el título una vez más ante Triple H. Luego Triple H estuvo fuera de acción justificándose por un tiempo debido a las lesiones en la lucha con Batista .

#### Feudos con Ric Flair y John Cena (2005-2006)
Tras esto, después de luchar en varios House Shows durante julio y agosto, Triple H aprendió acerca del lado corporativo de la WWE, preparándose para un futuro cargo ejecutivo debido a su matrimonio con Stephanie. Triple H regresó a RAW en octubre de 2005, como parte de WWE Homecoming, recibiendo una tremenda ovación a pesar de que era heel. Hizo equipo con Ric Flair ganando a Chris Masters y Carlito. Tras vencer el combate, "The Game" atacó a Flair con su mazo, bajando su popularidad ante los fanes y otras superestrellas. Como venganza, Ric Flair se enfrentó a Triple H en Taboo Tuesday 2005 en un Steel Cage por el Campeonato Intercontinental de Flair. Al final Flair logra salir de la celda y retener su campeonato.
En 18 de noviembre se organiza un evento en tributo del fallecido Eddie Guerrero donde Benoit venció a Triple H. Después de la lucha ambos se abrazaron e hicieron alusiones a la memoria de Eddie.
Tras el evento, su feudo con Flair terminó en Survivor Series en un Last Man Standing match que acabó con la derrota de Flair tras ser golpeado por su mazo. Luego a finales de año empezó un feudo con Big Show ya que ambos se perjudicaron en sus respectivas peleas para clasificar a la Elimination Chamber empezando ambos un feudo. Finalmente, Triple H perdió contra Kane en una lucha clasificatoria para la Elimination Chamber, después de la interferencia de Big Show.
En New Years Revolution, Triple H se enfrentó a Big Show, donde ganó con el mazo al Big Show. En el Royal Rumble Match entró número 1 siendo eliminado por Rey Mysterio. La semana siguiente en RAW, se realizó un torneo de clasificación para Wrestlemania 22, en el cual venció primero a Ric Flair y luego derrotó a The Big Show y a Rob Van Dam. Con esto tenía que enfrentarse a John Cena, el entonces Campeón de la WWE. En WrestleMania 22, Triple H pierde contra John Cena después de hacerle el "STFU".
En Backlash fue contra Cena y Edge en un Triple Threat match ganando John Cena por un reversal. Triple H atacó a Edge y a Cena con el mazo, realizando los movimientos de DX. Triple H intentó numerosas veces sin éxito, derrotar a Cena por el Campeonato de la WWE, culpando a Vince McMahon de sus derrotas, conduciendo a Triple H a tener un feudo con Los McMahons, cambiando a face.

#### El Regreso de D-Generation X (2006-2007)

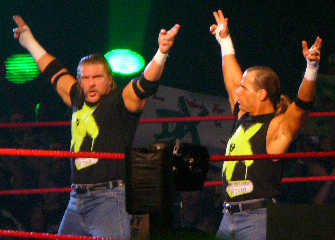
D-Generation X haciendo su entrada.

Shawn Michaels regreso a RAW el 12 de junio del 2006 con Triple H para reformar D-Generation X. DX venció al Spirit Squad en Vengeance 2006 en un Handicap match 5 contra 2. Después de la pelea HBK hizo que Mitch besara el trasero de Triple H. Continuaron con su feudo con Vince, Shane y el Spirit Squad durante varias semanas. Ganaron nuevamente al Spirit Squad en Saturday Night's Main Event en otra Handicap match 5-on-2 Elimination match. Derrotaron a Los McMahons en SummerSlam 2006, resistiendo los ataques de numerosas estrellas escogidas por Vince McMahon.En Unforgiven 2006 D-Generation X rompió las expectativas derrotando a Los McMahons y al entonces Campeón de la ECW Big Show en un Hell in a Cell match. DX avergonzó a Vince cuando Triple H y Michaels empujaron su cara contra el trasero de Big Show durante el combate, el cual ganó DX cuando Triple H rompió el mazo en los hombros de Vince después de que Michaels le hubiese aplicado su "Sweet Chin Music".
Luego empezaron un feudo con Rated-RKO luego de interferir en la lucha entre John Cena y Edge por el Campeonato de la WWE ayudando a Cena a ganar. Luego llevaron varias semanas enfrentándose los miembros de los equipos ganando casi todas las luchas DX.
En Cyber Sunday, durante su feudo con Rated-RKO (Randy Orton & Edge), los fanes seleccionaron como árbitro del combate a Eric Bischoff, quien ganó la votación frente a Vince McMahon y Jonathan Coachman, durante el combate Bischoff permitió el uso ilegal de un arma por parte de Rated-RKO, dándoles una victoria ilegal. En Survivor Series, el Team D-Generation X (Triple H, Shawn Michaels, The Hardy Boyz (Jeff Hardy y Matt Hardy)y CM Punk) derrotó al equipo Rated-RKO (Randy Orton, Edge, Johnny Nitro, Mike Knox y Gregory Helms) con un categórico 5-0.

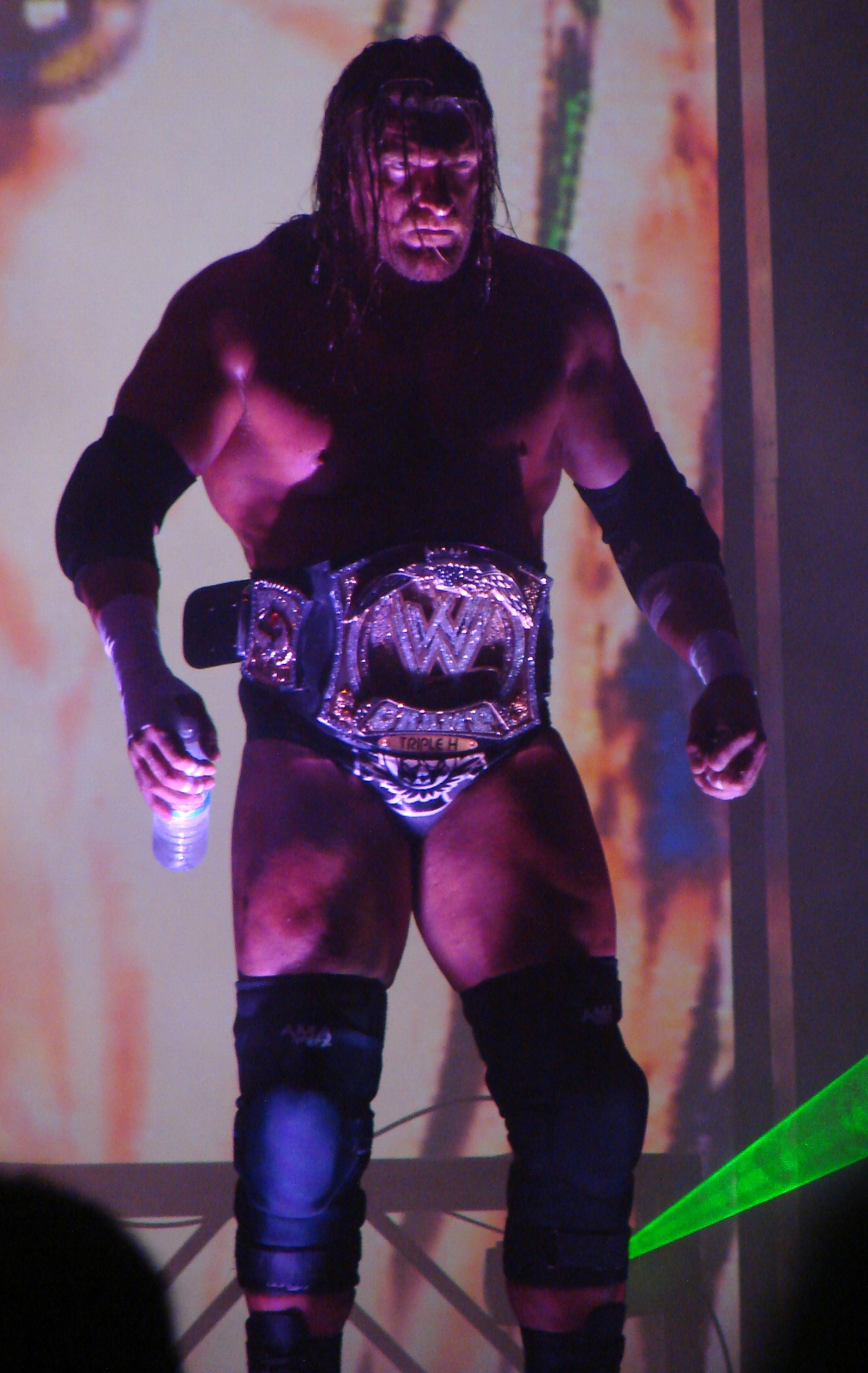
Triple H como Campeón de la WWE en No Mercy.

D-Generation X peleó contra Rated-RKO en New Year's Revolution pero durante la pelea Triple H hizo el spinebuster a Randy Orton rompiendose otra vez el cuadriceps, aunque ganaron la pelea Triple H quedó fuera de acción 7 meses.

#### Feudos por el Campeonato de WWE (2007-2009)
Regreso en SummerSlam contra King Booker, al cual derrotó tras aplicarle su "Pedigree". En Unforgiven luchó contra Carlito, al cual también derrotó con un "Pedigree".
En No Mercy, Triple H retó a Randy Orton a una lucha por el Campeonato de la WWE momentos después de que le fuera adjudicado a él. Triple H ganó la lucha y el Campeonato de la WWE por sexta vez. Esa misma noche defendió el campeonato frente a Umaga, saliendo vencedor Triple H. Finalmente, en esa misma noche, Randy Orton derrotaría a Triple H en un Last Man Standing Match, ganando nuevamente el Campeonato de la WWE.
Umaga exigió un combate contra Triple H en Cyber Sunday. Se realizó una votación en la cual se determinó que esta lucha debería ser una Street Fight match, donde Triple H derrotó a Umaga tras golpearlo con el mazo. En Survivor Series el equipo de Triple H ganó al de Umaga quedando como único sobreviviente junto a Jeff Hardy y quedando como el mayor eliminador de la lucha. En el evento Armageddon, Triple H es derrotado por Jeff Hardy perdiendo la oportunidad de optar al Campeonato de la WWE frente a Randy Orton en el Royal Rumble.
Triple H derrotó a Snitsky, Mark Henry y William Regal, ganando un puesto en la Royal Rumble. En Royal Rumble entró en número 29.º siendo eliminado por John Cena. En No Way Out Triple H ganó la Elimination Chamber eliminando finalmente a Jeff Hardy, obteniendo una oportunidad por el Campeonato de la WWE en Wrestlemania XXIV, donde peleó contra el campeón Randy Orton y John Cena, siendo el combate ganado por Randy Orton.
En Backlash, derrotó a John Cena, John "Bradshaw" Layfield y Randy Orton, ganando nuevamente el Campeonato de la WWE por séptima vez, empezando un feudo con Orton por el campeonato, peleando por él en Judgment Day en un Steel Cage y en One Night Stand en un Last Man Standing Match perdiendo Orton ambas ocasiones. Además, en One Night Stand Orton se lesionó legítimamente tras fallar un RKO y caer al ringside. En la edición de RAW del 23 de junio de 2008, durante la cual se realizó el WWE Draft, Triple H fue enviado a la marca SmackDown! llevándose consigo el Campeonato de la WWE.
Después se enfrentó a John Cena en Night of Champions, ganando Triple H y manteniendo el título en SmackDown. En The Great American Bash lo retuvo ante Edge, a pesar de las interferencias de Vickie Guerrero y Alicia Fox. En Summerslam derrotó a The Great Khali y en Unforgiven retuvo su Campeonato de la WWE en el primer Championship Scramble ante Shelton Benjamin, M.V.P., The Brian Kendrick y Jeff Hardy. Posteriormente en No Mercy y Cyber Sunday, se enfrentó y derrotó a Jeff Hardy.
Tras 7 meses como campeón perdió su título en Survivor Series, donde Edge le arrebató el título después de hacer su retorno y unirse a la Triple Threat Match en la que también participaba Vladimir Kozlov. En Armageddon tuvo su revancha ante el campeón Edge y Jeff Hardy, ganando la lucha Hardy, durante la lucha interfirió Vladimir Kozlov y su hermano Matt Hardy salió a ayudar a su hermano y pegando a Vladimir Kozlov, impidiendo que ganara el título, lo que les llevó a tener un feudo entre ellos y Matt Hardy también entró en feudo con Vladimir Kozlov.

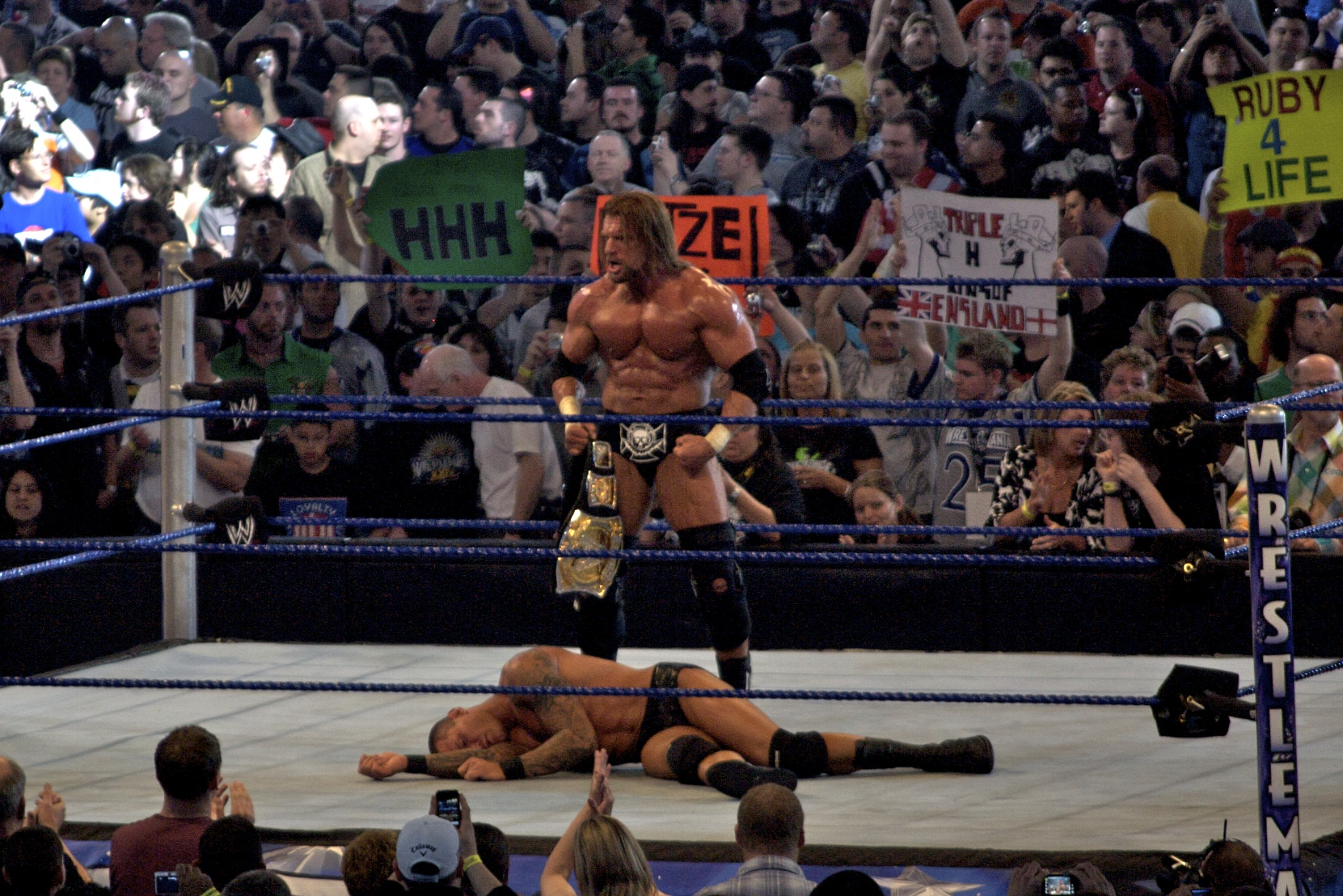
Triple H en su victoria contra Randy Orton en WrestleMania XXV.

Participó en el Royal Rumble en donde entró N.º 7 y eliminó a 6 luchadores, siendo eliminado el número 29 por el ganador, Randy Orton.
En la edición del SmackDown del 30 de enero, logró clasificarse para la Elimination Chamber por el WWE Championship en No Way Out ganando en una Triple Threat Match a Vladimir Kozlov y a The Great Khali. En No Way Out logró ganar el Campeonato de la WWE al derrotar a The Undertaker en la Elimination Chamber tras un Pedigree, gracias a esto se convirtió en el campeón con más reinados en la historia de la WWE al conseguir el campeonato por octava vez. Luego, entró en feudo con Randy Orton, a quien derrotó en WrestleMania XXV reteniendo el Campeonato de la WWE.
El 13 de abril del 2009 fue enviado a la marca RAW debido al Draft 2009. Tras esto, en Backlash se enfrentó junto a Shane McMahon y Batista a Orton, Ted DiBiase y Cody Rhodes, perdiendo el Campeonato de la WWE. Tras la pelea se pasó un tiempo inactivo a causa de una conmoción cerebral causada por la "Running punt kick" de Orton, volviendo el 8 de junio de 2009 en RAW, cuando Randy Orton esperaba su lucha de revancha contra Batista. Ambos se enfrentaron en The Bash en una Three Stages of Hell con el Campeonato de la WWE de Orton en juego, perdiendo la lucha. En Night of Champions se enfrentó a Orton y a John Cena por el Campeonato de la WWE en juego, donde ganó Randy Orton.

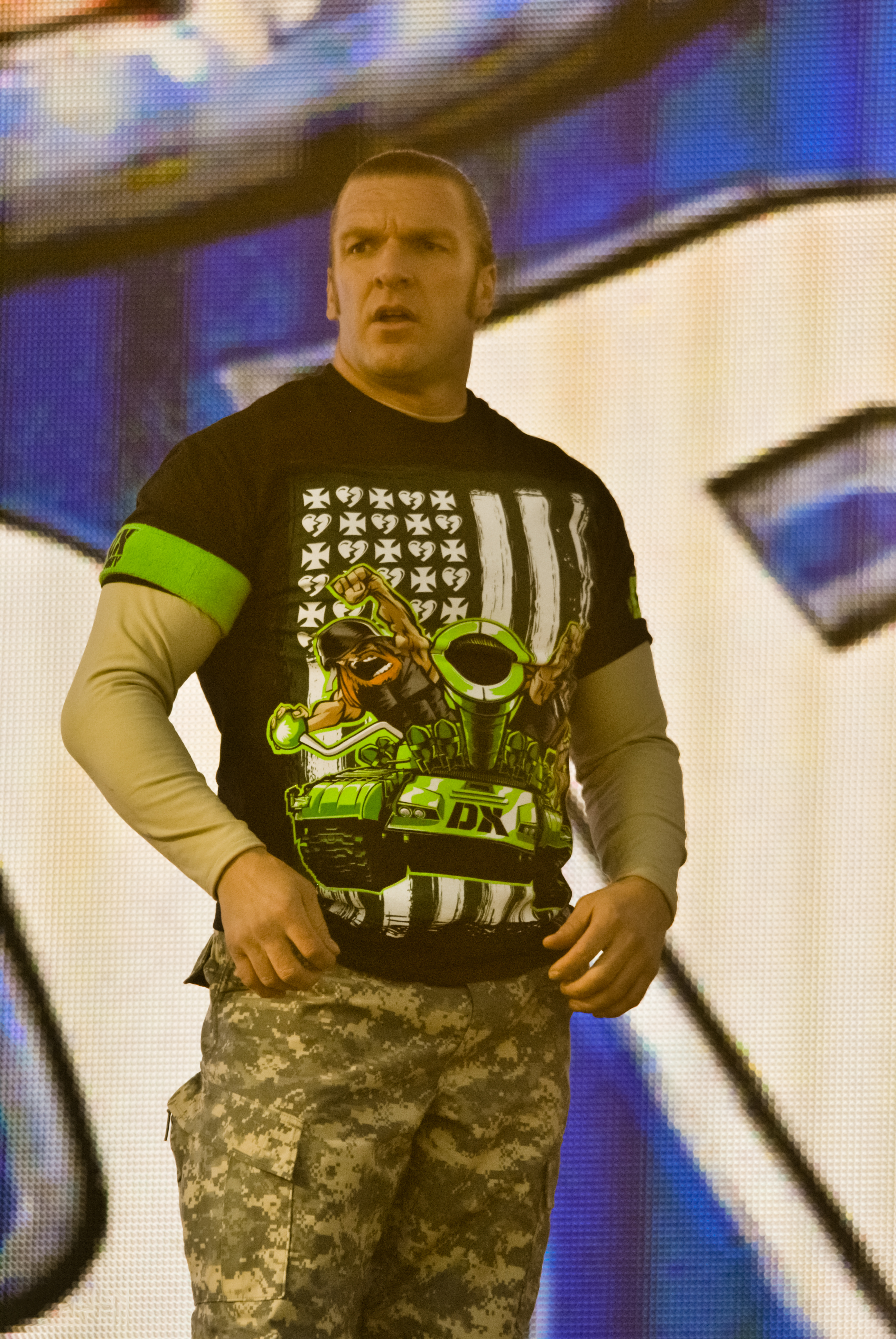
Levesque haciendo su aparición en el Tribute to the Troops.

#### Última Etapa de D-Generation X (2009-2010)
Más tarde, en SummerSlam, formó de nuevo D-Generation X junto a Shawn Michaels contra The Legacy (Cody Rhodes & Ted DiBiase), ganando DX. Sin embargo, perdieron ante estos mismos en Breaking Point en la primera pelea de Subimisiones en cualquier parte, pero les derrotaron de nuevo en Hell in a Cell en un Hell in a Cell match. En Bragging Rights, el Team SmackDown (Chris Jericho, Kane, R-Truth, Finlay, The Hart Dynasty (David Hart Smith & Tyson Kidd) & Matt Hardy) derrotó al Team RAW (D-Generation X (Triple H & Shawn Michaels), Cody Rhodes, The Big Show, Kofi Kingston, Jack Swagger & Mark Henry) después de una traición de Show. En Survivor Series, Michaels y Triple H se enfrentaron al Campeón de la WWE John Cena en una lucha titular, pero Cena retuvo el campeonato. Posteriormente, en TLC:Tables, Ladders & Chairs, derrotaron a Big Show & Chris Jericho en un Tables, Ladders and Chairs Match ganando su primer Campeonato Unificado en Parejas de la WWE. Durante este tiempo estaba en un feudo en contra de Hornswoggle, quien quería ingresar a DX. Después de varias semanas Hunter y Michaels fueron demandados por Hornswoggle porque Triple H le aplicó un Pedigree en el Madison Square Garden, finalmente aceptó a Hornswoggle en D-Generation X cuando se enfrentó a Chris Jericho y a Big Show, pasando a ser la mascota de DX.
Participó en el Royal Rumble, entrando en el puesto 8, eliminando a CM Punk, Kane y a Drew McIntyre, pero fue eliminado por Shawn Michaels. Además, el 8 de febrero perdió el Campeonato Unificado en Parejas ante The Big Show & The Miz en una lucha donde también participaron CM Punk & Luke Gallows. Participó en Elimination Chamber por el Campeonato de la WWE donde eliminó a Sheamus, pero no logró la victoria siendo John Cena el ganador. Tras esto, inició un feudo con Sheamus por hacerle perder su título, a quien derrotó en WrestleMania XXVI. Luego perdió en Extreme Rules contra Sheamus en un Street Fight Match ya que aunque Sheamus le pego antes de la pelea con un tubo de metal en la cabeza momentos antes de salir, Sheamus le ganó con el Brogue Kick. Tras esto, se tomó un tiempo libre de la lucha libre, rodando la película The Chaperone. Durante su recuperación, hizo una aparición el 30 de octubre de 2010 en el evento del Día de Aficionados, derrotando a Alberto Del Rio; esa misma noche el y el roster de la WWE, acudieron a ayudar a John Cena, quien estaba siendo atacado por The Nexus. También hizo una aparición el 12 de diciembre del 2010 junto a Shawn Michaels en Tribute to the Troops, celebrando la victoria de John Cena, Rey Mysterio y Randy Orton.

#### Jefe de Operaciones (2011-2013)

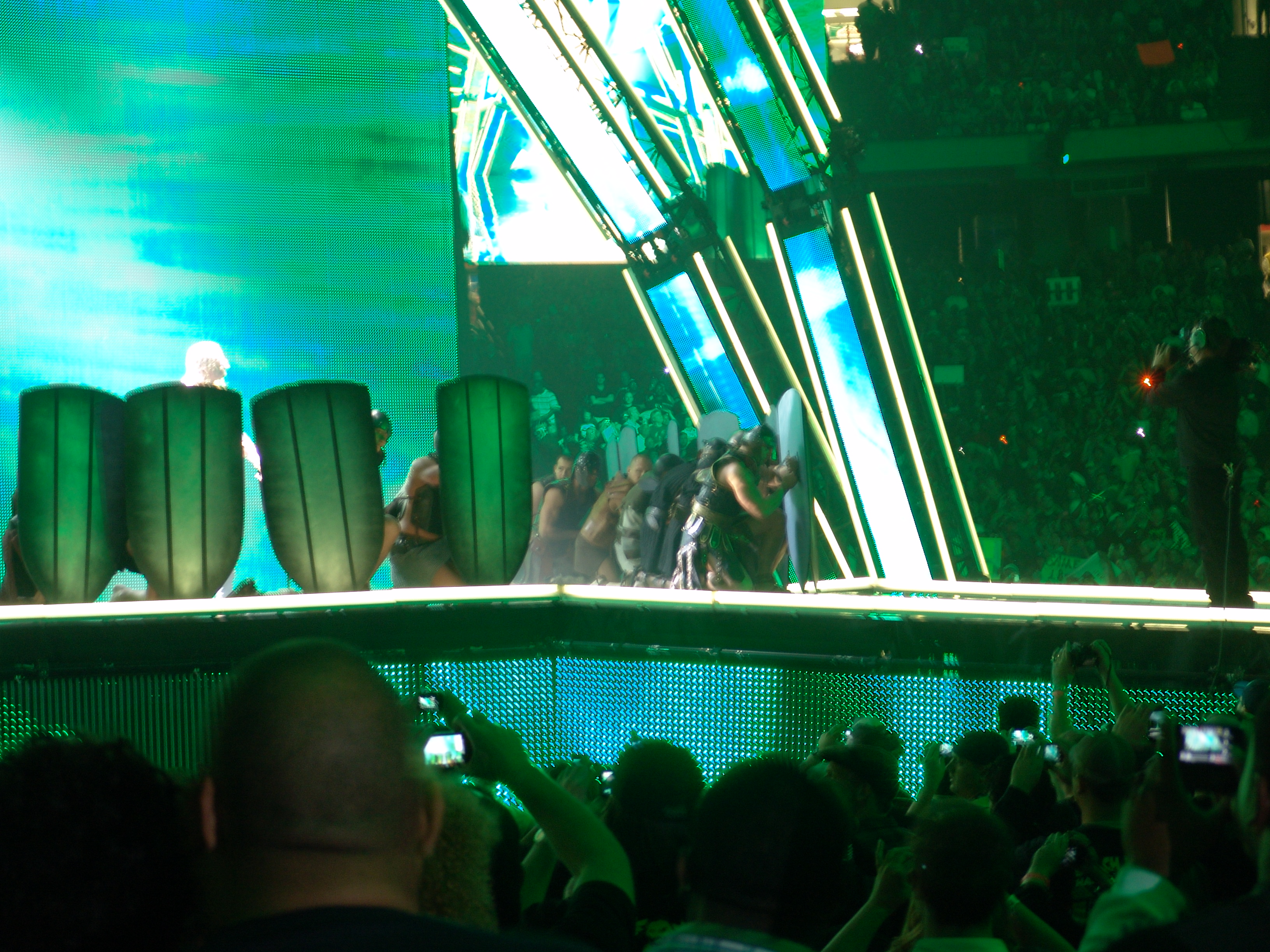
Levesque haciendo su entrada en su lucha con The Undertaker en WrestleMania XXVII.

Hizo su regreso a RAW el 21 de febrero de 2011 al mismo que Undertaker también hacía su regreso de perder una buried alive contra Kane. Triple H, mirando hacia Undertaker, hizo el anuncio de que quería enfrentarse a él en WrestleMania para vengar a Shawn Michaels. La semana siguiente el 28 de febrero, tras un discurso donde se refirió a sí mismo como "el único rival para el Undertaker" se confirmó la lucha para WrestleMania XXVII. El mismo RAW del 28 de febrero se vengo de Sheamus aplicándole un Pedigree en la mesa de comentaristas. El 3 de abril de 2011, en WrestleMania XXVII, perdió contra Undertaker por rendición llevando al invicto a 19-0. La noche siguiente apareció en RAW diciendo que se iba a ir de la WWE y que se iría hasta que The Undertaker se recuperara para volver a luchar contra él. Regresó el 18 de julio en nombre de la junta directiva, para relevar a Vince McMahon de sus funciones como Presidente de la WWE y para anunciar que había sido asignado para hacerse cargo de la WWE . Luego pactó una lucha entre John Cena y CM Punk ya que eran los dos Campeones de la WWE y dijo que sería el Árbitro Especial de tal lucha. El 14 de agosto en SummerSlam fue el árbitro especial entre CM Punk y John Cena, ganando Punk debido a que Triple H no vio que la bota de Cena estaba debajo de la cuerda. Sin embargo, tras el combate, Kevin Nash atacó a Punk, haciendo que perdiera el campeonato ante Alberto Del Rio.
Tras esto, continuó su disputa con Punk, desplazando a Nash de la lucha contra Punk en Night of Champions para enfrentarse él, bajo la condición de que si perdía, dejaría su cargo. Sin embargo, después de firmar el 2 de septiembre en SmackDown el contrato, fue atacado por Nash. En el siguiente Super RAW despidió a Kevin Nash . En el evento, se enfrentaron en un No Disqualification Match, en la cual intervino Nash, The Miz y R-Truth, quienes atacaron a ambos luchadores, pero pudo vencer a Punk. Debido a su interferencia, al día siguiente despidió a R-Truth y a The Miz . Al día siguiente, pidió un voto de confianza a los empleados de la WWE, tanto luchadores como cámaras, árbitros o comentaristas, retirándoles todos su apoyo al darle la espalda y dejarle solo en el ring. El 10 de octubre en Raw, John Cena, Sheamus & CM Punk explicaron su razones de por qué no estaban con los otros luchadores la semana anterior pero dieron todo su apoyo a Triple H, en ese mismo día, McMahon hizo su regreso, anunciando a John Laurinaitis como su sustituto a cargo de RAW, pero manteniendo su puesto como COO de la empresa. Ese mismo día, ayudó a Punk del ataque de R-Truth y The Miz. En Vengeance perdió junto a Punk ante The Miz & R-Truth tras una interferencia de Nash, quien golpeó a Triple H durante y después del combate, aplicándole el Jackknife Powerbomb que le dejó inconsciente. En la siguiente noche en Raw, Triple H dijo no ser más amigo de Nash y luego fue golpeado brutalmente por la espalda y en el cráneo por el mazo de parte de Nash lo que le provocó una convulsión siendo llevado al hospital en una ambulancia . Después de esto el general mánager en el programa de Raw del 5 de diciembre oficializó un Sledgehammer Ladder Match de Triple H contra Kevin Nash en TLC. En el evento derrotó a Kevin Nash después de un golpe con el mazo y un Pedigree teniendo Nash que ser sacado en camilla, finalizando el feudo.

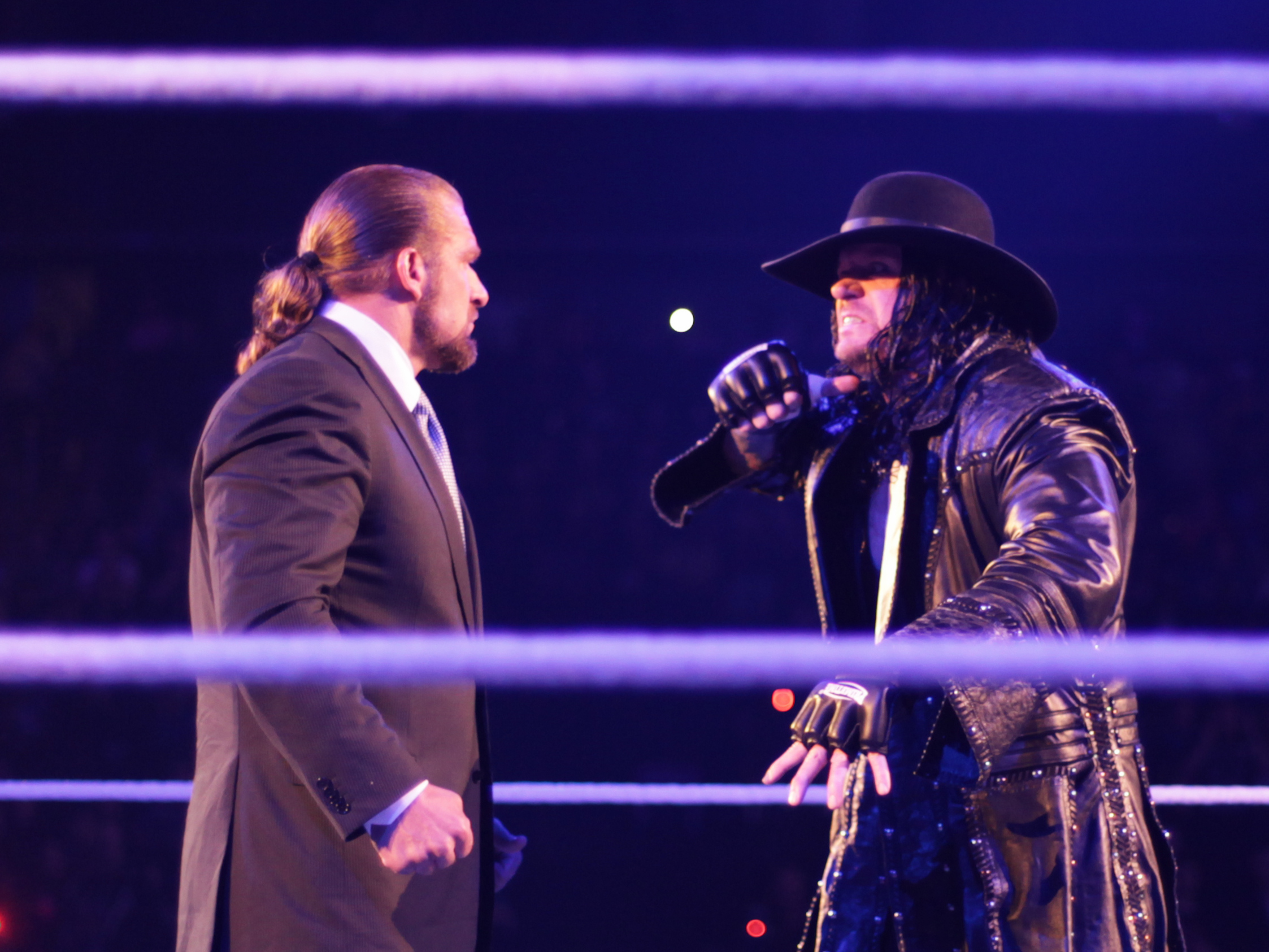
The Undertaker retando a Triple H a su segunda lucha consecutiva en WrestleMania.

El 23 de enero, en la edición de RAW, el personal administrativo dijo que John Laurinaitis estaba abusando del poder como Gerente y sería evaluado por el Jefe de Operaciones (COO) Triple H y cuando el COO tenga una conclusión, decidiría si Laurinaitis quedará siendo Gerente General de la marca o si será relevado del cargo.
Después de esto el 30 de enero, Triple H iba a definir el futuro de Laurinaitis, pero inesperadamente Undertaker regresó, quien con una mirada lo retó para el próximo evento de WrestleMania, sin embargo Triple H se marchó del ring. Finalmente el 20 de febrero en RAW, aceptó el reto de Undertaker en WrestleMania XXVIII pero Triple H dijo que con la condición de que fuera en un Hell in a Cell match el cual Undertaker aceptó.
En Wrestlemania XXVIII fue derrotado por The Undertaker ampliando el invicto 20-0. Al final del combate, The Undertaker y Shawn Michaels lo ayudaron a salir del ring y al llegar al titantron, al final, los tres se dieron un abrazo como símbolo de respeto.
Triple H hizo su regreso el 30 de abril en RAW, para poner orden en los beneficios que John Laurinaitis le estaba dando a Brock Lesnar, los cuales este exigía por permanecer en la empresa, sin embargo fue atacado por Lesnar causándole una lesión en el brazo al aplicarle un Kimura Lock .
Tras esto, Paul Heyman hizo su regreso y le anunció que Lesnar le había demandado. Cuando Triple H le agarró, Heyman le denunció otra vez por agresión. En No Way Out, hizo su regreso para retar a Lesnar a un combate en SummerSlam. Al día siguiente en Raw, Heyman salió para decirle a Triple H que la respuesta de Lesnar era no. Después Heyman insultó a Stephanie McMahon la esposa de Triple H, por lo que le atacó y le dijo que esperaría a Lesnar en SummerSlam.
En el RAW 1000th Episode, se reunió junto a sus compañeros de D-Generation X Michaels, Billy Gunn, Road Dogg y X-Pac. Esa misma noche, Heyman le anunció que Lesnar había declinado su oferta, pero cuando insultó a su esposa Stephanie McMahon, esta salió para encararse a Heyman. Al final, Lesnar acudió al ring, aceptando el reto de Triple H.
Ambos se enfrentaron en el evento principal de SummerSlam, donde fue derrotado cuando Lesnar le aplicó la "Kimura Lock" sobre su brazo roto, forzándole a rendirse. Debido a esto, apareció en la edición de RAW del 27 de agosto, anunciando su retiro . Apareció en los Slammy Awards con nuevo look con cabello corto, ganando el Slammy Award del Match Of The Year por su lucha con The Undertaker en Wrestlemania XXVIII, y terminó diciendo "no han visto lo último del Undertaker".

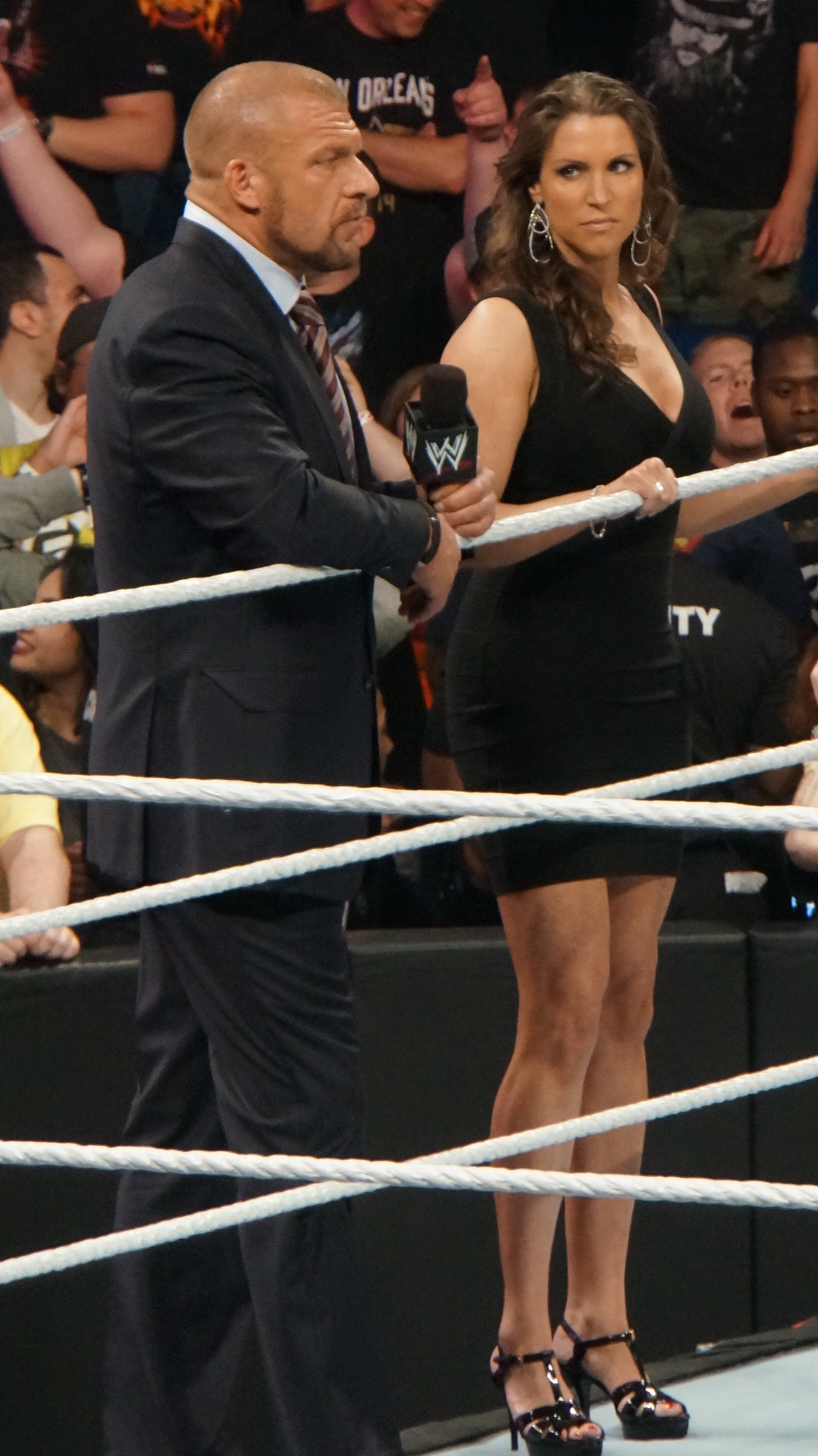
Triple H y Stephanie McMahon crearon The Autority.

Hizo su regreso en RAW rescatando a Mr. McMahon de un ataque por Brock Lesnar haciéndolo sangrar vengándose por romperle el brazo, haciendo minutos después un Tout retando a Lesnar a un combate en WrestleMania 29. El 11 de marzo, Lesnar aceptó el reto de Triple H con dos condiciones las cuales se conocieron en el programa de RAW del 18 de marzo, donde se decidió que la lucha será un No Holds Barred Match en la que si Triple H pierde, deberá retirarse de la Lucha Libre Profesional. En el evento, Triple H derrotó a Lesnar luego de aplicarle un Pedigree sobre las escaleras metálicas, conservando así su carrera. En dicho combate, el Hall of Famer Shawn Michaels estuvo en la esquina de Triple H. En Extreme Rules, en un Steel Cage Match, fue derrotado por Brock Lesnar, el cual se burló poniéndole un martillo en sus manos. En ese mismo día, se estrenó la nueva versión de la Steel Cage. Tuvo un feudo con el debutante Curtis Axel, en el que se enfrentaron en RAW, cuyo combate terminó sin resultado, ya que Hemsley sufrió una contusión.

#### La Autoridad (2013-2016)
En junio de 2013, se inició una disputa entre los miembros de la familia McMahon por el control de la WWE. El Director ejecutivo y Presidente de la WWE, Vince McMahon, su hija Stephanie y el mismo Triple H decidieron controlar Raw como equipo. Sin embargo, ellos diferían constantemente en sus decisiones.
En la edición del 8 de julio de Raw, Triple H, Vince y Stephanie decidirían el destino de la Gerente Supervisora Vickie Guerrero. Mientras que Vince quería promoverla como Gerente General definitiva del show, Triple H votó por el despido de Guerrero. Stephanie luego confirmó la decisión de su marido, y Vickie fue despedida. Inmediatamente después de la dimisión de Guerrero, Vince promovió al asistente de Vickie, Brad Maddox, como nuevo Gerente General de Raw. En la edición del 19 de julio de SmackDown, Vince anunció que Guerrero sería la Gerente General del show.
Posteriormente, en Summerslam, sirvió como árbitro especial en el combate entre John Cena y Daniel Bryan por el Campeonato de la WWE. Luego que este último ganara, le aplicó el "Pedigree" para ayudar a Randy Orton a hacer efectivo su contrato de Money in the Bank y consagrarse campeón, cambiando ambos a heel. Al día siguiente en RAW dijo que tomó esa decisión pensando en lo "mejor para el negocio", empezando un nuevo régimen dentro de la empresa junto con su esposa Stephanie. En esa misma noche The Shield comenzó a trabajar para Triple H como sus guardaespaldas. Ellos empezaron a ayudar a Randy Orton contra Daniel Bryan, mientras también atacaban a luchadores como Big Show y Dolph Ziggler por hablar en contra del régimen de Triple H. El 2 de septiembre en RAW Triple H despidió a Cody Rhodes después de ser vencido por Randy Orton en una lucha no titular. Durante las próximas semanas en RAW Goldust, el hermano de Cody, también perdió ante Orton en una lucha en donde el reintegro de Cody estaba en línea, mientras que su padre Dusty Rhodes, después de enfrentarse a Stephanie McMahon, fue noqueado por Big Show mientras suplicaba que sus hijos volvieran a sus puestos de trabajo. En WWE Night of Champions Orton perdió el campeonato ante Bryan.
En el Raw después de Night of Champions Triple H dejó el título vacante al decir que el árbitro Scott Armstrong hizo la cuenta de tres más rápido de lo normal para beneficiar a Daniel Bryan. En WWE Battleground Cody Rhodes & Goldust recuperaron sus trabajos al vencer a los miembros de The Shield Seth Rollins & Roman Reigns. Al día siguiente de Battleground Triple H ordenó a The Shield a atacar al Big Show, luego recibió un K.O. Punch de parte del mismo, siendo atendido por los médicos. En WWE Hell in a Cell Randy Orton recuperó el campeonato al vencer a Daniel Bryan en un Hell in a Cell Match después de que el árbitro especial invitado Shawn Michaels atacara a Bryan, demostrando su lealtad a The Authority. Al día siguiente en RAW Kane se unió a The Authority como el nuevo jefe de operaciones. En Survivor Series Orton retuvo el campeonato ante Big Show.
El 9 de diciembre en RAW, durante la ceremonia de ascensión del Campeonato de la WWE y el Campeonato Mundial Pesado, Randy Orton atacó accidentalmente a Stephanie McMahon, por lo que Triple H se enfureció y lo castigo con un Pedigree, mostrando actitudes de face. Sin embargo, el 13 de diciembre en SmackDown Triple H aceptó las disculpas de Orton, cambiando nuevamente a heel. En WWE TLC: Tables, Ladders and Chairs, salió junto a Stephanie y Vince McMahon para celebrar la coronación de Randy Orton, como nuevo Campeón Mundial Peso Pesado de la WWE.

#### 2014

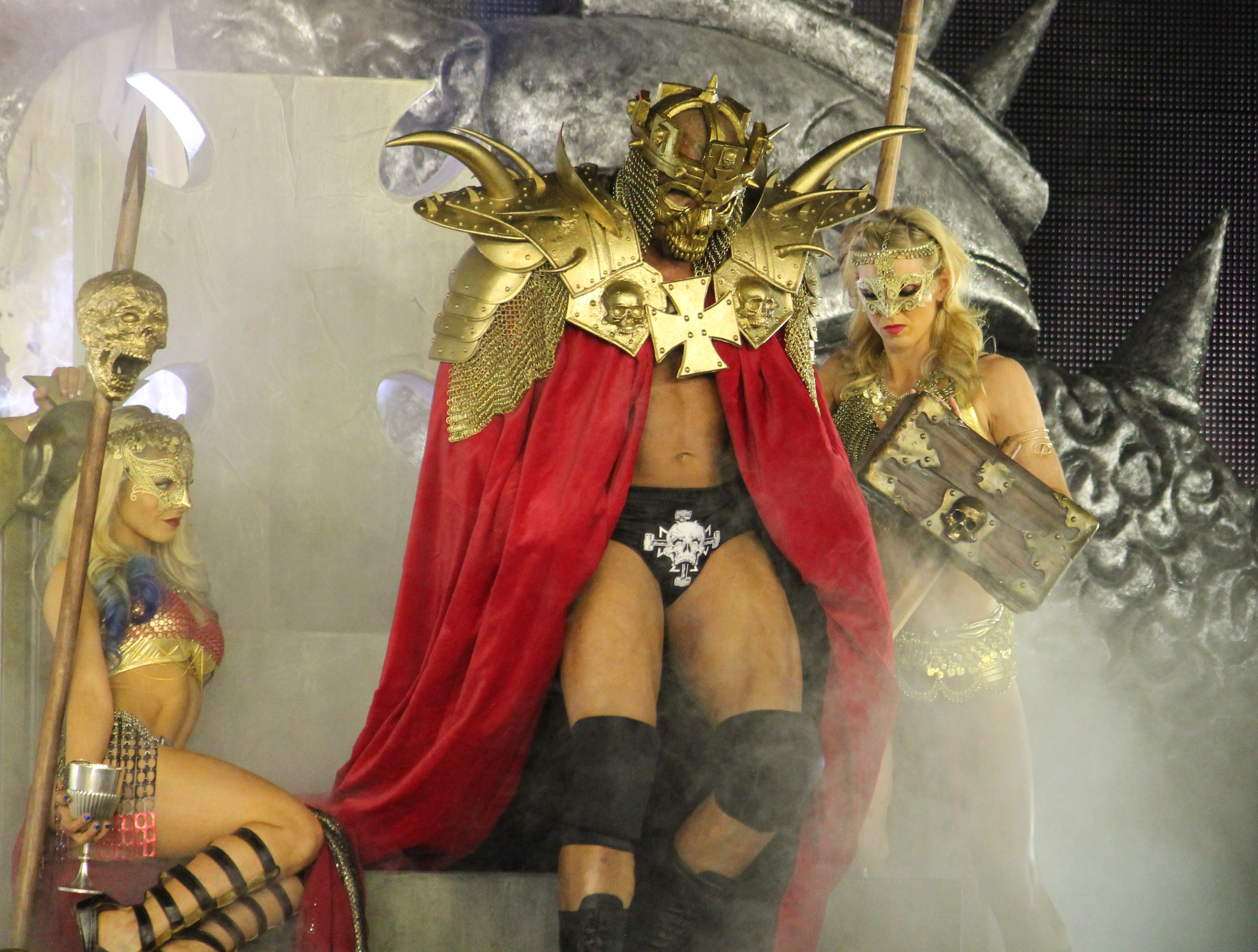
Triple H haciendo su entrada en WrestleMania XXX para su lucha contra Daniel Bryan.

Rumbo a WrestleMania XXX, Triple H comenzaría un feudo con Daniel Bryan, quien lo retó a una lucha en dicho evento con la condición de ser incluido en la pelea de Randy Orton contra Batista por el Campeón Mundial Peso Pesado de la WWE. Triple H rehusó por semanas hasta que Bryan llevó una multitud de sus seguidores para impedir la continuidad del programa, causando el cede de Triple H a luchar contra él en WrestleMania. La semana posterior, Orton y Batista protestaron el hecho de que Bryan tuviera una oportunidad de ser incluido en la lucha. Triple H molesto con la protesta les informó que si perdía su lucha con Bryan, este estaría en la lucha por el campeonato, pero si Bryan perdía, él estaría en la lucha.
El 6 de abril en Wrestlemania XXX, perdió la lucha contra Daniel Bryan. Tras la lucha, Triple H atacó a Bryan para impedir que llegara bien a la siguiente lucha. En la pelea por el título mundial, Triple H intentó atacar a Bryan con el mazo, pero Bryan le quitó el mazo para atacarle y posteriormente, ganar la lucha.
La noche siguiente en Raw, la integridad de The Authority se vio comprometida con el ataque constante de The Shield. Ambos equipos empezaron un feudo que les llevó a un combate en Extreme Rules, el cual ganó The Shield. Durante las semanas siguientes, siguió el feudo entre Evolution y The Shield, pactándose la revancha en Payback, la cual fue un No Holds Barred Elimination,en la cual The Shield salió vencedor. La noche siguiente en RAW, Batista abandona Evolution (debido a que Triple H le negó una oportunidad por el Campeonato Mundial Peso Pesado de la WWE de Daniel Bryan, quien no tenía autorización médica para competir y provocó que se fuera de la WWE). Esa misma noche, reveló que tenía un Plan B, durante el cual Seth Rollins traiciona a The Shield y se unió nuevamente a The Authority. Esto hizo que Triple pusiera a Orton y Kane a ayudar a Rollins a canjear el maletín de Money In the Bank ante Cena, pero sus esfuerzos fueron frustrados por Roman Reigns y Dean Ambrose. Además, sus aliados no pudieron ganar el título vacante (por una lesión de Bryan) que ganó Cena en Money In The Bank y defendiéndolo en Battleground, respectivamente. 
Durante ese tiempo, Triple H estuvo involucrado en la rivalidad de su esposa Stephanie McMahon con Brie Bella (quien era en la vida real la esposa de Daniel Bryan), quien fue despedida de la WWE (kayfabe) porque no quería que Bryan dejara vacante el campeonato. En un episodio de Raw, Nikki Bella fue derrotada por luchadoras escogidas por Stephanie como castigo y esto a que Brie estaba entre el público, Stephanie le dio una bofetada, lo que ocasionó que fue arrestada por la policía esa misma noche. Debido a esto, HHH decidió recontratar a Brie (esto a cambio que quitara la demanda que le puso a su esposa) por un combate entre Brie y Stephanie en SummerSlam, lo cual Brie aceptó. Debido a su interferencia, McMahon ganó el combate.
En la edición del 27 de octubre de Raw Vince McMahon anuncia un combate entre el Team Cena y el The Authority para Survivor Series a su equipo se unieron Seth Rollins, Kane, Mark Henry, Luke Harper y Alexander Rusev hizo repetidos ataques a los miembros del Team Cena incluso lesionando a Sheamus y Jack Swagger. El 23 de noviembre en Survivor Series al comienzo del show Vince McMahon anunció que si The Authority perdía, perderían el poder. 
En el evento, el Team Authority perdió ante el Team Cena cuando Triple H le aplicó un Pedigree a Dolph Ziggler el cual era el último superviviente del Team Cena, llamó a un árbitro para la cuenta cuando la cuenta iba por 2, pero Sting hizo su debut en la WWE atacando a Triple H y dejándolo K.O, para luego poner a Ziggler encima de Rollins y darle la victoria al Team Cena disolviéndose y siendo esta sacada del poder. El 29 de diciembre, por orden de Cena debido a una extorsión de Rollins amenazando con atacar a Edge, Stephanie McMahon y Triple H regresaron formando de nuevo The Authority.

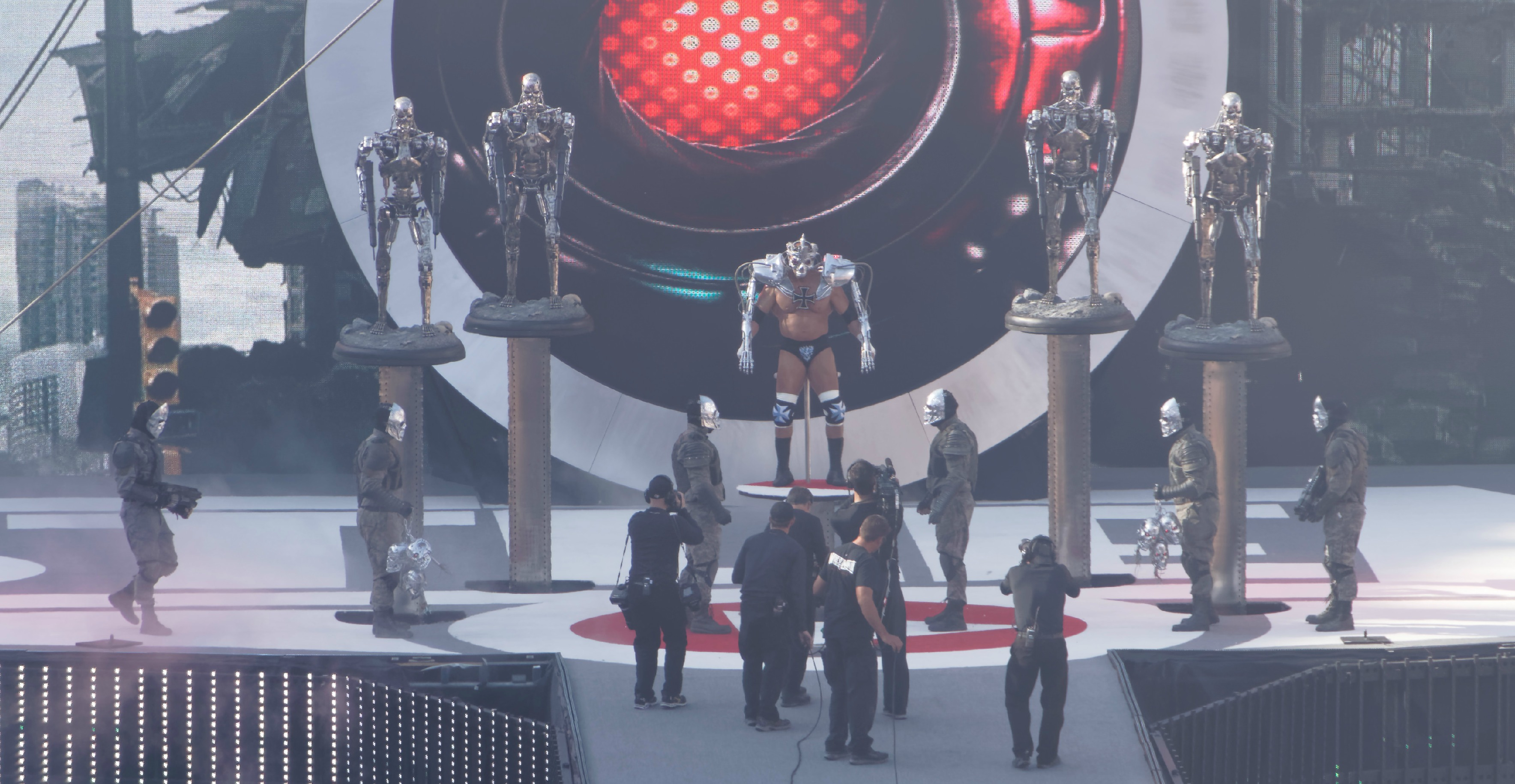
Triple H haciendo su entrada en WrestleMania 31.

A consecuencia de las constantes interferencias de Sting en contra de The Authority, Triple H retó a Sting a una confrontación en Fastlane, para hablar de sus diferencias. En el evento Sting se confrontó con Triple H, donde fue retado por este a una lucha en WrestleMania 31, aceptando Triple H la lucha. En WrestleMania 31, Triple H logró vencer a Sting, con las interferencias de Road Dogg, Billy Gunn, X-Pac y Shawn Michaels a su favor y también de Scott Hall, Kevin Nash y Hulk Hogan a favor de Sting. Luego esa misma noche, apareció junto a Stephanie McMahon para informar el récord impuesto en el Levi's Stadium, siendo interrumpido por The Rock, siendo atacado por él y Ronda Rousey. Durante un descanso, el Campeón Mundial Peso Pesado Seth Rollins, comenzaría a usar la llave final de Triple H, el Pedigree. Por lo que Triple H felicitó sus victorias en Payback y en Money in the Bank.

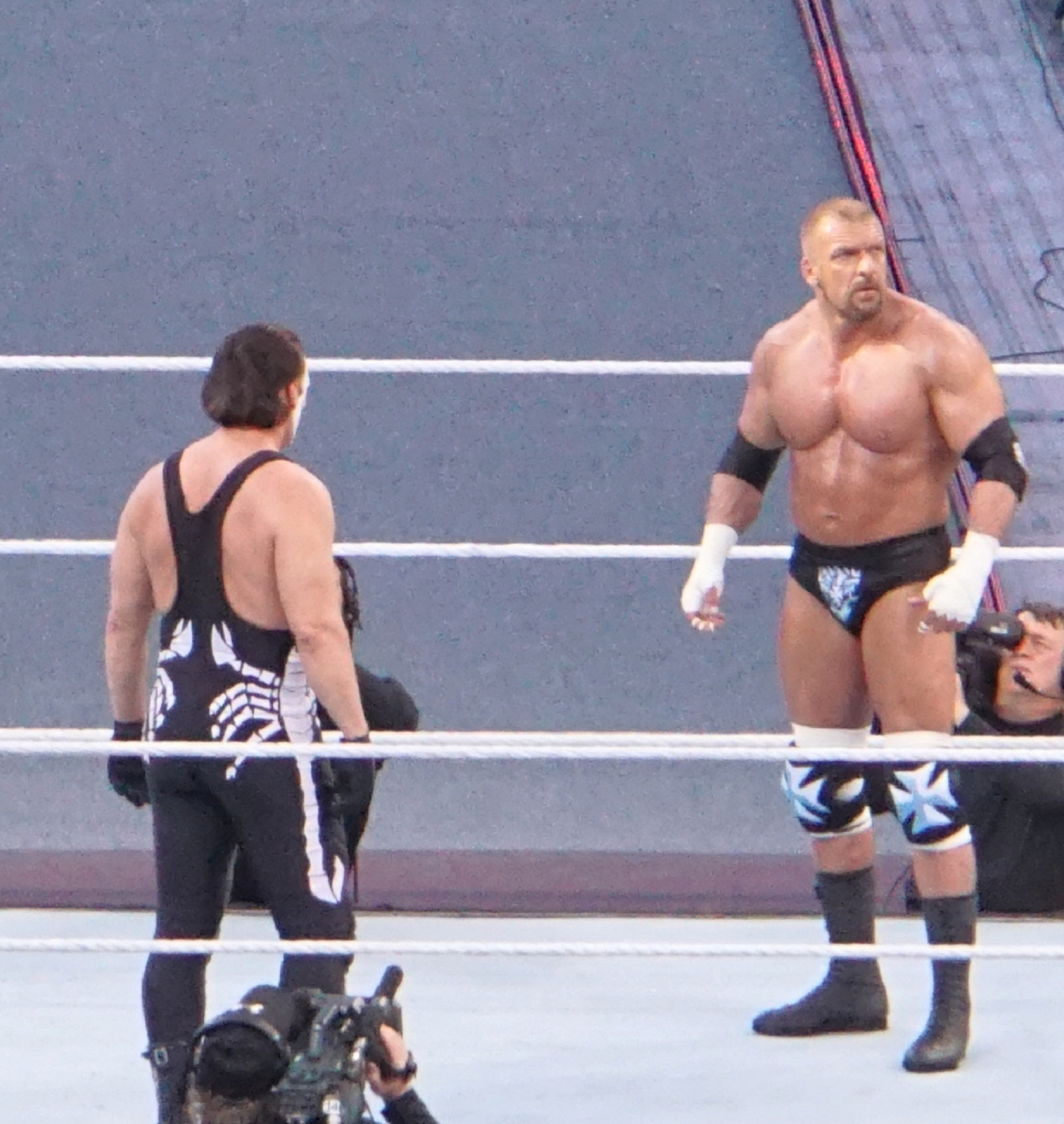
Triple H y Sting antes de enfrentarse en WrestleMania 31.

El 5 de noviembre Seth Rollins fue despojado del título, debido a una lesión de rodilla producida en una gira por Europa, en la ciudad de Dublín (Irlanda). Dicha lesión dejara a Rollins inactivo de 6 a 9 meses. Debido a esta lesión, la WWE decidió hacer un torneo en Survivor Series por él Campeonato Mundial Peso Pesado de la WWE. El 9 de noviembre en Raw Triple H llamó a Roman Reigns para convencerlo de unirse a The Authority y a cambio le ofreció el campeonato. Sin embargo, Reigns no aceptó el trato. En Survivor Series Reigns venció a Dean Ambrose en la final del torneo para ganar el Campeonato Mundial Peso Pesado de la WWE y Triple H fue a celebrar junto con él, pero Reigns le aplicó un «Spear». En eso, Sheamus apareció e hizo efectivo el maletín Money in the Bank y le quitó el campeonato a Reigns. Reigns tuvo su revancha en el evento TLC en el 13 de diciembre. A pesar de tener una nueva oportunidad, Sheamus retuvo su título de Campeonato Mundial Peso Pesado de la WWE gracias a los miembros de su clan Alberto Del Rio y el búlgaro Rusev que interfirieron en la lucha. Luego de la pelea, Roman Reigns enloqueció y atacó con furia a Sheamus, a Rusev y a Del Río, The Authority tuvo que intervenir para que Reigns deje en paz al actual campeón, pero Reigns atacó a Triple H constantemente. Este último tuvo que ser atendido por los paramédicos de la WWE.
En Royal Rumble, hizo su retorno de su inactividad como luchador en el Royal Rumble Match entrando con el número #30, en donde el Campeonato Mundial Peso Pesado de la WWE estuvo en juego, eliminando al campeón Roman Reigns y eliminando finalmente a Dean Ambrose ganando la Royal Rumble Match y el Campeonato Mundial Peso Pesado. La noche siguiente en Raw, hizo su celebración junto a Vince y Stephanie McMahon. Más tarde esa misma noche, Stephanie anunció que el retador al título de Triple H para WrestleMania 32, sería el ganador de una Triple Threat Match entre Roman Reigns, Dean Ambrose y Brock Lesnar en Fastlane. En tal evento, Reigns fue el ganador del Triple Threat Match, y ahí apareció para encarar al ganador. Al día siguiente en Raw, Triple H atacó a Reigns a tal punto de dejarle una lesión en su rostro. Posteriormente, el 29 de febrero en Raw, Dean Ambrose lo retó a una lucha en Roadblock por el Campeonato Mundial Peso Pesado de la WWE, Hunter no lo aceptó sino hasta terminar Raw, en donde atacó a Ambrose (de la misma manera que a Reigns) aceptando su reto. Triple H venció finalmente a Dean Ambrose en Roadblock y retuvo el Campeonato. La noche siguiente en Raw, Hunter y Stephanie McMahon salieron al ring para hablar sobre la victoria de este sobre Dean Ambrose. Dolph los interrumpió y les dedicó unas palabras sobre su situación en la empresa, finalmente para esa noche se pactaría un duelo entre Dolph y Triple H, donde si Dolph ganaba podría escoger su lucha en Wrestlemania. Triple H ganó la lucha, siendo esta su tercera victoria en lo que va de año. Después de la lucha, Roman Reigns regresó después del brutal ataque de hace dos semanas castigando a Hunter y haciéndolo sangrar. Triple H tuvo que recibir seis puntos de sutura en su cabeza después del ataque. El 28 de marzo en Raw, fue atacado nuevamente por Roman Reigns en el estacionamiento y esa misma noche, Triple H se vengó atacándolo junto con The Dudley Boyz. En Wrestlemania 32, Triple H perdió el Campeonato Mundial Pesado de la WWE ante Roman Reigns.

#### Feudo con Seth Rollins (2016-2017)
El 29 de agosto en Raw, atacó a Roman Reigns y traicionó a Seth Rollins dejando que Kevin Owens ganase el Campeonato Universal de la WWE.
Triple H entró en rivalidad con Seth Rollins, atacándolo en Raw, tras esto disputaran cada semana su rivalidad hasta chocar en Wrestlemania 33.
En el evento más grande de la industria, fue derrotado por Seth Rollins en un Unsanctionated Match. 

#### Últimos feudos y retiro (2017-2022)
El 22 de octubre regresó en la gira de Santiago, Chile de WWE Live derrotando a Rusev, después de la pelea The New Day (Kofi Kingston, Big E, Xavier Woods) salieron a celebrar con el, bailando pero le aplicó un Pedigree a Kingston . El 13 de noviembre Jason Jordan se lesionó el tobillo siendo Triple H quien lo va a reemplazar en Survivor Series regresando a Raw atacando a Jordan con un Pedegree. En el evento, la pelea principal era la tradicional de 5 vs 5, donde su equipo (Raw) conformado por Kurt Angle, Braun Strowman, Samoa Joe y Finn Bálor derrotaron al de SmackDown (Shane McMahon, Shinsuke Nakamura, Randy Orton, John Cena y Bobby Roode). El juego se enoja con el capitán del equipo, Kurt Angle, llegando a empujarlo. En el tramo final de la pelea, quedando HHH y Strowman contra Shane, Triple H hace una corta "alianza" con Shane para después traicionarlo con un Pedigree y poder así ganar el combate, haciendo que Strowman se enfade con él (por el empujon a Kurt) hasta aplicarle 2 Running Powerslam a Triple H. Este apareció la noche siguiente en Raw, y Angle dijo que si Triple H volviera a atacarlo, tomaría represalias.
La siguiente aparición de Triple H se produjo en el evento de la Cámara de Eliminación de 2018 para la firma del contrato Raw de Ronda Rousey. Durante el segmento, Triple H confirmó que no había estipulaciones especiales en el contrato de Rousey, pero tendría su primer partido en WrestleMania 34. Antes de que Rousey firmara su contrato, Kurt Angle planteó el incidente desde WrestleMania 31, donde Rousey avergonzó a The Authority y dijo: que Triple H y Stephanie ahora estaban felices de poseer a Rousey para poder manipularla. Esto llevó a Rousey a poner a Triple H a través de una mesa y Stephanie abofeteó a Rousey. Stephanie se retiró y Rousey firmó el contrato. La noche siguiente, los cuatro tuvieron un segmento para disculparse y terminó con Triple H atacando a Angle. 
La semana siguiente, Angle reveló que aunque Triple H y Stephanie eran ejecutivos de la WWE, también tenían contratos para competir como luchadores. Angle le recordó a Triple H su advertencia después de Survivor Series, y se programó junto con Rousey para enfrentar a Triple H y Stephanie en WrestleMania 34 en un Mixed Match. En el evento, Triple H y Stephanie perdieron a Angle y Rousey después de que Stephanie se rindiera ante el Armbar de Rousey, terminando su feudo.
Triple H perdió ante John Cena en el evento Greatest Royal Rumble.
Triple H regresó en el episodio del 23 de julio de Raw junto a Stephanie y Vince McMahon para anunciar el primer evento de pago por visión para mujeres, Evolution. Tras el anuncio, también se anunció que Triple H volvería a participar en la competencia dentro del ring en el Super Show-Down para enfrentarse a The Undertaker, una última vez. 
El 20 de agosto, Triple H regresó a Raw y habló sobre cómo aceptó a regañadientes la revancha ya que el último combate entre los dos en WrestleMania XXVIII en una Hell in a Cell Match junto con Shawn Michaels como árbitro (invitado especial) fue catalogado como el "Fin de un Era". Triple H agregó que el lema de este concurso sería "Última vez". donde The Undertaker resultó ganador. 
En el evento, Triple H salió victorioso. Después del partido, Triple H finalmente se puso cara a cara por primera vez desde 2013, mientras él y Michaels mostraban respeto por The Undertaker y Kane, ya que se abrazaban. Sin embargo, The Undertaker y Kane procederían a atacarlos. El 8 de octubre, Triple H y Shawn Michaels anunciaron que reunirán a DX para enfrentar a The Brothers of Destruction en WWE Crown Jewel. En el evento, obtuvieron la victoria cambiando él y Michaels a face a costa de que Triple H se rasgara sus músculos pectorales. Levesque se sometió a una cirugía exitosa el 8 de noviembre, la cual lo dejó inactivo 2 meses.
El 25 de febrero del 2019, en la edición de Raw, Batista regresó como heel y atacó a Ric Flair detrás del escenario cuando Flair estaba a punto de hacer una entrada para su celebración de su cumpleaños número 70 y convocó a Triple H. En ese mismo día en Raw, Triple H hizo su cambio de 
heel a face. El 11 de marzo, la edición de Raw, Batista desafió a Triple H por un combate en WrestleMania 35 en el cual Triple H aceptó y lo convirtió en un No Holds Barred Match. En el episodio del 25 de marzo, Triple H se presentó en el ring anunciando al público la carta con las condiciones que Batista había estipulado para el combate de WrestleMania 35, el cual si Triple H perdía frente a Batista, tendría que retirarse de la lucha libre profesional. En el evento, derrotó a Batista con ayuda de una interferencia de Ric Flair, conservando así su carrera. 
El 7 de junio de 2019, en el evento WWE Super ShowDown, perdió ante Randy Orton en un combate mano a mano, siendo esta su última lucha como luchador profesional activo.
Después de 2019, las apariciones de Triple H se volvieron cada vez más esporádicas y 2020 se convirtió en el primer año en el que no luchó un combate desde el comienzo de su carrera. Sin embargo, continuó haciendo apariciones ocasionales en segmentos o como productor. Una de esas apariciones ocurrió en el episodio del 24 de abril de 2020 en SmackDown, dedicado a su 25° aniversario en WWE junto con su gran amigo Shawn Michaels. También apareció ese mismo año en Survivor Series durante la despedida de The Undertaker como luchador profesional.
En septiembre de 2021, fue apartado de su trabajo como productor de NXT debido una cirugía de corazón abierto de emergencia, después de que sufriera un evento cardíaco.
El 28 de febrero de 2022 la WWE emitió un comunicado informando el posible retiro de Triple H, esto debido a problemas derivados de un evento cardíaco sufrido en septiembre de 2021.
El 25 de marzo durante una entrevista con ESPN Triple H confirmó su retiro de la lucha libre profesional definitivo, debido en gran parte por su problema cardíaco reciente por el cual tras varias recomendaciones de los médicos, le aconsejaron que ya no estaba apto para la intensidad luchística. Haría su posterior aparición en varios PPV celebrados en abril destacándose WrestleMania 38 en su segunda noche apareciendo al inicio de la velada presentando el evento y dejando en el centro del ring sus botas de luchador simbolizando su retiro de la lucha libre profesional, poniéndole fin a sus 27 años de carrera.

#### Jefe Creativo (2022-presente)
El 22 de julio de 2022, WWE anunció que Triple H retomaría su cargo como vicepresidente ejecutivo de relaciones con el talento luego de ser apartado en 2021 de este cargo por problemas de salud supliendo a John Laurinaitis quien se retiraría luego del escándalo sexual de Vince McMahon. El 25 de julio, se anunció de igual manera que Levesque sería jefe creativo de WWE luego de que McMahon anunciara su retiro de todas las labores con la compañía días antes el 22 de julio.

## Trabajo tras bastidores
Debido a su matrimonio con Stephanie McMahon, hija del Presidente de la WWE Vince McMahon, Levesque solía dar consejos sobre la empresa. En 2010, este puesto se hizo oficial cuando le dieron el puesto de Consejero Ejecutivo Sénior, dándole unas oficinas en la sede de la WWE en Stamford, Connecticut. En 2011, fue ascendido a Vicepresidente Ejecutivo de Talentos y más adelante, su puesto englobó las relaciones con los talentos, el departamento de desarrollo de talentos, programas de entrenamiento y fichajes internacionales. Además de sus deberes con los talentos, también ha trabajado como director y productor en la dirección creativa de la WWE.

## Vida personal
Levesque está casado con Stephanie McMahon. Es un gran amigo de los luchadores Shawn Michaels, X-Pac, Kevin Nash y Scott Hall, todos ellos conocidos como «The Kliq». Sostuvo una relación de cuatro años con la exluchadora de la WWE y la WCW Joan Marie Laurer más conocida como Chyna desde 1996 al 2000, aproximadamente, antes de conocer a su actual esposa. Tiene tres hijas con Stephanie.
Es un fanático del grupo de heavy metal Motörhead cuya banda interpretó sus temas principales de entrada de los shows «The Game» y «The King Of Kings», así como el tema «Line In The Sand» en su grupo Evolution. También aparece su voz acompañando a Lemmy en «Serial Killer». El día 20 de abril de 2016 Chyna, su excompañera sentimental, falleció por una posible sobredosis. Eso fue algo que dejó a Levesque sorprendido.
El 8 de septiembre de 2021, la WWE anunció en su portal web oficial que Triple H tuvo que haber sido sometido a una cirugía de corazón abierto de emergencia, después de que sufriera un evento cardíaco, presumiblemente un preinfarto o ataque al corazón, debido a un mal congénito del mismo. Sin embargo, dicha cirugía fue aproximadamente una semana antes y los médicos del Hospital Yale New Haven informaron que "se esperaba una completa recuperación". Está situación de salud sería la causa principal de su decisión para retirarse como luchador en activo.

## Campeonatos y logros
- Independent Wrestling Federation

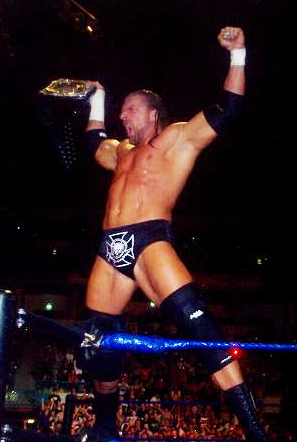
Levesque como Campeón de la WWE.

  - IWF Heavyweight Championship (1 vez)
  - IWF Tag Team Championship (1 vez) — con Perry Saturn

- World Wrestling Federation/World Wrestling Entertainment
  - Hall of Fame (2019) como miembro de D-Generation X.
  - Hall of Fame  (clase 2025 de manera individual)
  - WWF/E Championship (9 veces)
  - World Heavyweight Championship (5 veces)
  - WWF European Championship (2 veces)[86][87]
  - WWF Intercontinental Championship (5 veces)[88][89][90][91][92]
  - WWF/E World Tag Team Championship (2 veces) — Steve Austin (1) y Shawn Michaels (1) — Segundo reinado como Unified WWE Tag Team Championship
  - WWE Tag Team Championship (1 vez) — con Shawn Michaels — Reinado como Unified WWE Tag Team Championship
  - King of the Ring (1997)[10]
  - Royal Rumble (2002)
  - Royal Rumble (2016)
  - Elimination Chamber (2003,2005,2008 y 2009)
  - Triple Crown Championship (séptimo)
  - Grand Slam Championship (segundo)
  - Slammy Award (3 veces)
    - Best Hair (1997)
    - OMG Moment of the Year (2011) – The Undertaker kicks out of a Tombstone Piledriver against Triple H at WrestleMania XXVII[93]
    - Match of the Year (2012) – vs. The Undertaker in a Hell in a Cell match at WrestleMania XXVIII[94]

- Pro Wrestling Illustrated
  - Luchador del año (2008)
  - Lucha del año (2004) vs. Chris Benoit vs. Shawn Michaels (WrestleMania XX, 14 de marzo)
  - Lucha del año (2012) vs. The Undertaker (WrestleMania XXVIII, 1 de abril)
  - Feudo del año (2000) vs. Kurt Angle
  - Feudo del año (2004) vs. Chris Benoit
  - Feudo del año (2004) vs. Randy Orton
  - Feudo del año (2013) con The Authority vs. Daniel Bryan
  - Luchador más odiado del año (2003)
  - Luchador más odiado del año (2004)
  - Luchador más odiado del año (2005)
  - Luchador más odiado del año (2013)
  - Luchador más odiado del año (2014)
  - Situado en el Nº225 en los PWI 500 de 1994[95]
  - Situado en el Nº84 en los PWI 500 de 1995[96]
  - Situado en el Nº79 en los PWI 500 de 1996[97]
  - Situado en el Nº31 en los PWI 500 de 1997[98]
  - Situado en el Nº24 en los PWI 500 de 1998[99]
  - Situado en el Nº26 en los PWI 500 de 1999[100]
  - Situado en el Nº1 en los PWI 500 de 2000[101]
  - Situado en el Nº6 en los PWI 500 de 2001[102]
  - Situado en el Nº10 en los PWI 500 de 2002[103]
  - Situado en el Nº2 en los PWI 500 de 2003[104]
  - Situado en el Nº3 en los PWI 500 de 2004[105]
  - Situado en el Nº4 en los PWI 500 de 2005[106]
  - Situado en el Nº21 en los PWI 500 de 2006[107]
  - Situado en el Nº51 en los PWI 500 de 2007[108]
  - Situado en el Nº3 en los PWI 500 de 2008[109]
  - Situado en el Nº1 en los PWI 500 de 2009[110]
  - Situado en el Nº11 en los PWI 500 de 2010[111]

- Wrestling Observer Newsletter
  - WON Luchador del año — 2000
  - WON Táctica promocional más disgustante — 2002 (Historia de necrofilia de Katie Vick)
  - WON Feudo del año - 2000, vs. Mick Foley
  - WON Feudo del año - 2004, vs. Chris Benoit y Shawn Michaels
  - WON Feudo del año - 2005, vs. Batista
  - WON Peor lucha del año - 2008 vs. Edge vs. Vladimir Kozlov (Survivor Series, Boston, MA, 23 de noviembre)
  - Peor lucha del año (2018) con Shawn Michaels vs. Kane y The Undertaker en 2 de noviembre
  - WON Luchador más sobrevalorado — 2002
  - WON Luchador más sobrevalorado — 2003
  - WON Luchador más sobrevalorado — 2004
  - WON Luchador más sobrevalorado — 2009
  - WON Peor feudo del año — 2011, vs. Kevin Nash
  - Wrestling Observer Newsletter Hall of Fame — 2005
  - Situado en el Nº10 del WON Luchador que más dinero genera de la década (2000-2009)[112]

## Filmografía
| Año  | Título                           | Papel            | Notas                  |
| 2014 | Scooby-Doo! WrestleMania Mystery | Él mismo         | (voz)                  |
| 2011 | Inside Out                       | AJ               |                        |
| 2011 | The Chaperone                    | Ray Bradstone    |                        |
| 2006 | Relative Strangers               | Luchador         | No aparece en créditos |
| 2005 | The Bernie Mac Show              | Triple H         | Serie de televisión    |
| 2004 | Blade: Trinity                   | Jarko Grimwood   |                        |
| 2001 | MADtv                            | Él mismo         |                        |
| 1998 | The Drew Carey Show              | El Disciplinario | Serie de televisión    |
| 1998 | Pacific Blue                     | Triple H         | Serie de televisión    |